# Список тернополян, які загинули в російсько-українській війні (з 2014)

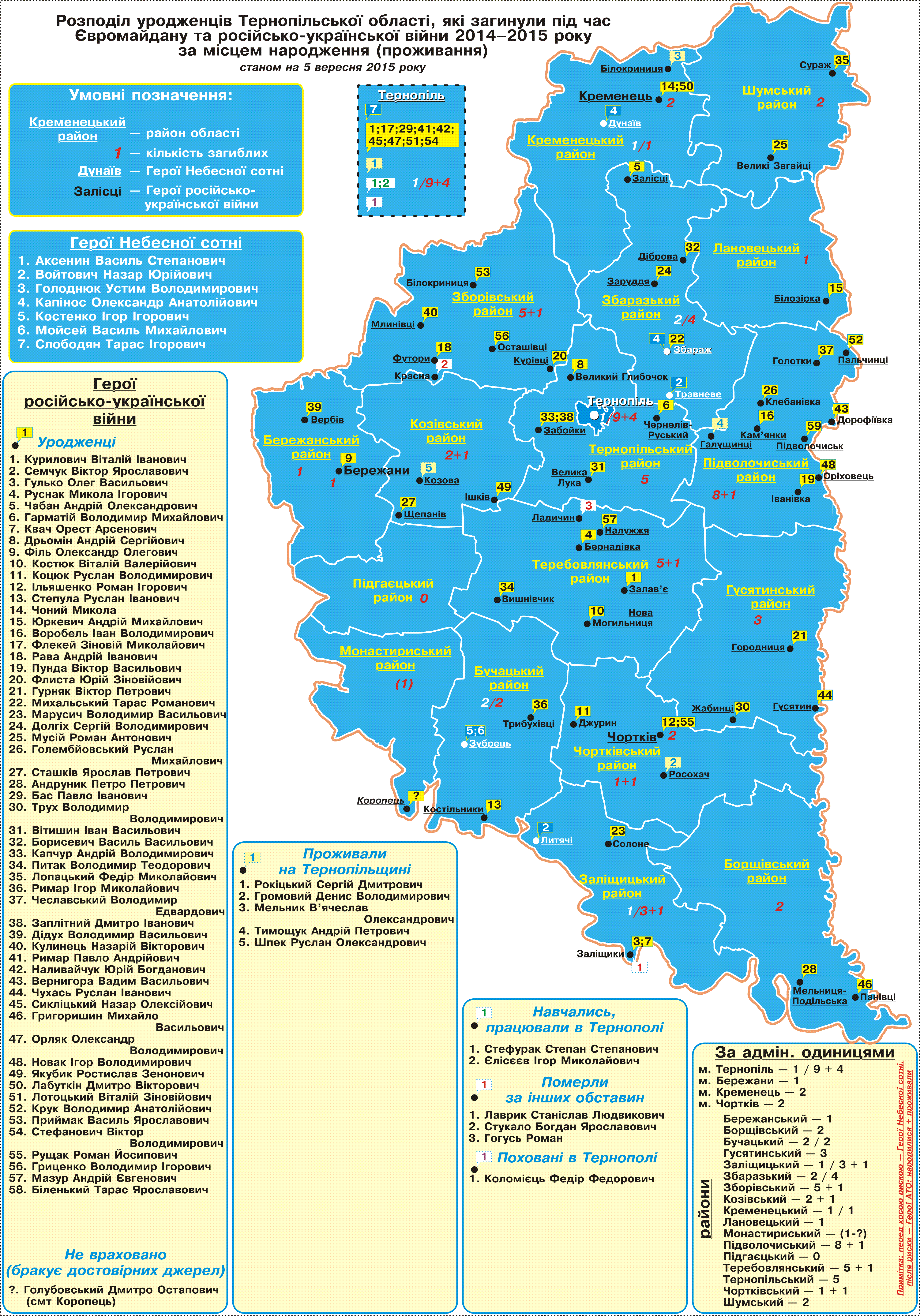
Розподіл уродженців Тернопільської області, які загинули під час Євромайдану та в зоні АТО за місцем народження

У статті наведено список втрат українських військовослужбовців у російській збройній агресії проти України.

## Список загиблих військових

### Уродженці Тернопільщини
| №    | Прізвище, ім'я, по-батькові          | Дата й місце народження                                                                   | Дата й місце загибелі                                                                                               |
| ---- | ------------------------------------ | ----------------------------------------------------------------------------------------- | --- |
| 2014 |                                      |                                                                                           | |
| 1    | Курилович Віталій Іванович           | 18 грудня 1973 м. Тернопіль.                                                              | 29 травня 2014, м. Слов'янськ, Донецька область.                                                                    |
| 2    | Семчук Віктор Ярославович            | 3 березня 1991, с. Залав'є, Тернопільський район.                                         | 19 червня 2014, під смт Ямпіль та селом Закітне, Донецька область.                                                  |
| 3    | Чорний Микола Володимирович          | 17 грудня 1985, м. Хоростків, Чортківський район.                                         | 2014, Дебальцеве, Донецька область.                                                                                 |
| 4    | Гулько Олег Васильович               | 9 лютого 1972, м. Заліщики, Чортківський район.                                           | 7 липня 2014, біля міста Щастя під Луганськом.                                                                      |
| 5    | Руснак Микола Ігорович               | 24 вересня 1975, с. Лощинівка (нині Бернадівка), Тернопільський район.                    | 11 липня 2014, у районі Зеленопілля, Луганська область.                                                             |
| 6    | Чабан Андрій Олександрович           | 31 січня 1988, с. Залісці, Тернопільський район.                                          | 24 липня 2014, біля м. Первомайськ, Луганська область.                                                              |
| 7    | Гарматій Володимир Михайлович        | 4 серпня 1992, с. Чернелів-Руський, Тернопільський район.                                 | 26 липня 2014 під Сєвєродонецьком, Луганська область.                                                               |
| 8    | Квач Орест Арсенович                 | 23 липня 1991, м. Заліщики, Чортківський район.                                           | 27 липня 2014, біля м. Лутугине, Луганська область.                                                                 |
| 9    | Дрьомін Андрій Сергійович            | 3 січня 1982, с. Великий Глибочок (за іншими даними — в Тернополі), Тернопільський район. | 10 серпня 2014, в бою під Іловайськом, Донецька область.                                                            |
| 10   | Філь Олександр Олегович              | 23 березня 1995, м. Бережани, Тернопільський район.                                       | 16 серпня 2014, с-ще Хрещувате, Луганська область.                                                                  |
| 11   | Костюк Віталій Валерійович           | 25 січня 1976, с. Нова Могильниця, Тернопільський район.                                  | 19 серпня 2014, у бою під час звільнення Іловайська, Донецька область.                                              |
| 12   | Коцюк Руслан Володимирович           | 3 травня 1978, с. Джурин, Чортківський район                                              | 29 серпня 2014, під час прориву з оточення під Іловайськом, Донецька область.                                       |
| 13   | Ільяшенко Роман Ігорович             | 30 серпня 2014.                                                                           | 30 серпня 2014, загинув при виході колони з-під Іловайська, Донецька область.                                       |
| 14   | Юркевич Андрій Михайлович            | 18 квітня 1982, с. Білозірка, Кременецький район.                                         | 5 вересня 2014. |
| 15   | Степула Руслан Іванович              | 1983, с. Костільники, Чортківський район.                                                 | 3 вересня 2014, с. Цвітні Піски, Луганська область.                                                                 |
| 16   | Воробель Іван Володимирович          | 11 травня 1981, с. Кам'янки, Тернопільський район.                                        | 5 вересня 2014, під Іловайськом, Донецька область.                                                                  |
| 17   | Рава Андрій Іванович                 | 2 вересня 1992, с. Футори, Тернопільський район.                                          | 4 жовтня 2014, поблизу с. Миколаївка, Донецька область.                                                             |
| 18   | Пунда Віктор Васильович              | 16 січня 1965, с. Іванівка, Тернопільський район.                                         | 6 жовтня 2014, в Перевальський район, Луганська область, поблизу Дебальцеве.                                        |
| 19   | Флиста Юрій Зіновійович              | 14 квітня 1986, с. Курівці, Тернопільський район.                                         | 15 жовтня 2014, поблизу села Сміле, Луганська область, на Лисичанській трасі.                                       |
| 20   | Гурняк Віктор Петрович               | 8 червня 1987, с. Городниця, Чортківський район.                                          | 19 жовтня 2014, поблизу селища Сміле, Луганська область.                                                            |
| 21   | Михальський Тарас Романович          | 26 вересня 1980, м. Збараж, Тернопільський район                                          | 19 жовтня 2014, с. Сміле, Луганська область.                                                                        |
| 22   | Марусич Володимир Васильович         | 17 листопада 1978, с. Солоне, Чортківський район.                                         | 6 листопада 2014 під Лисичанськом, Луганська область.                                                               |
| 23   | Долгіх Сергій Володимирович          | 1 травня 1980, с. Заруддя, Тернопільський район.                                          | 16 листопада 2014, біля с. Нікішине, Донецька область.                                                              |
| 24   | Мусій Роман Антонович                | 25 червня 1969, с. Великі Загайці, Кременецький район.                                    | 27 листопада 2014, біля смт Кримське, Луганська область.                                                            |
| 25   | Голембйовський Руслан Михайлович     | 23 січня 1981, с. Клебанівка, Тернопільський район.                                       | 28 листопада 2014, біля смт Станиця Луганська, Луганська область.                                                   |
| 26   | Сташків Ярослав Петрович             | 1977, с. Щепанів, Тернопільський район.                                                   | 1 грудня 2014, неподалік міста Щастя, Луганська область.                                                            |
| 27   | Андруник Петро Петрович              | 16 червня 1982, смт Мельниця-Подільська, Чортківський район.                              | 25 грудня 2014, у районі населеного пункту Оріхове, Луганська область.                                              |
| 2015 |                                      |                                                                                           | |
| 1    | Бас Павло Іванович                   | 1 липня 1988, м. Тернопіль.                                                               | 7 січня 2015, с. Гранітне біля м. Маріуполя, Донецька область.                                                      |
| 2    | Трух Володимир Володимирович         | 20 січня 1992, с. Жабинці, Чортківський район.                                            | 17 січня 2015. |
| 3    | Вітишин Іван Васильович              | 14 вересня 1976, с. Велика Лука, Тернопільський район.                                    | 20 січня 2015, новий термінал аеропорту Донецька.                                                                   |
| 4    | Борисевич Василь Васильович          | 4 січня 1969, с. Діброва, Тернопільський район.                                           | 20 січня 2015, поблизу смт Фрунзе, Луганська область.                                                               |
| 5    | Питак Володимир Теодорович           | 7 лютого 1979, с. Вишнівчик, Тернопільський район.                                        | 25 січня 2015, у районі Дебальцевого, Донецька область.                                                             |
| 6    | Лопацький Федір Миколайович          | 17 вересня 1978, с. Сураж, Кременецький район.                                            | 25 січня 2015, поблизу с. Новогригорівка, Донецька область в районі Дебальцевого.                                   |
| 7    | Капчур Андрій Володимирович          | 22 травня 1980, с. Забойки, Тернопільський район.                                         | 25 січня 2015. |
| 8    | Чеславський Володимир Едвардович     | 20 жовтня 1974. с. Голотки, Тернопільський район.                                         | 27 січня 2015. |
| 9    | Римар Ігор Миколайович               | 16 квітня 1987, с. Трибухівці, Чортківський район.                                        | 27 січня 2015, Київський військовий клінічний центр.                                                                |
| 10   | Заплітний Дмитро Іванович            | 8 червня 1983, с. Забойки, Тернопільський район.                                          | 28 січня 2015, Шахтарський район, Донецька область, в районі Дебальцевого.                                          |
| 11   | Дідух Володимир Васильович           | 27 серпня 1979, с. Вербів, Тернопільський район.                                          | 31 січня 2015. |
| 12   | Григоришин Михайло Васильович        | 28 квітня 1990, с. Панівці, Чортківський район.                                           | 31 січня 2015, поблизу Чорнухиного, Попаснянський район, Луганська область.                                         |
| 13   | Римар Павло Андрійович               | 8 липня 1980, м. Тернопіль.                                                               | 1 лютого 2015, поблизу с. Преображенка, Херсонська область.                                                         |
| 14   | Кулинець Назарій Вікторович          | 1989, с. Млинівці, Тернопільський район.                                                  | 1 лютого 2015, поблизу с. Преображенка, Херсонська область.                                                         |
| 15   | Наливайчук Юрій Богданович           | 15 вересня 1977, м. Тернопіль.                                                            | 1 лютого 2015, поблизу с. Преображенка, Херсонська область.                                                         |
| 16   | Вернигора Вадим Васильович           | 4 листопада 1987, с. Дорофіївка, Тернопільський район.                                    | 1 лютого 2015, поблизу с. Преображенка, Херсонська область.                                                         |
| 17   | Чухась Руслан Іванович               | м. Гусятин, Чортківський район.                                                           | 1 лютого 2015, поблизу с. Преображенка, Херсонська область.                                                         |
| 18   | Сикліцкий Назарій Олексійович        | 17 жовтня 1984, м. Тернопіль.                                                             | 1 лютого 2015, с. Преображенка, Херсонська область.                                                                 |
| 19   | Орляк Олександр Володимирович        | 6 вересня 1990, м. Тернопіль.                                                             | 6 лютого 2015, поблизу Дебальцевого, Донецька область.                                                              |
| 20   | Новак Ігор Володимирович             | 16 травня 1983, с. Оріховець, Тернопільський район.                                       | 6 лютого 2015, у районі Дебальцевого, Донецька область.                                                             |
| 21   | Якубик Ростислав Зенонович           | 1979, с. Ішків, Тернопільський район.                                                     | 13 лютого 2015, під Луганськом.                                                                                     |
| 22   | Лотоцький Віталій Зіновійович        | 19 липня 1979, м. Тернопіль.                                                              | 16 лютого 2015, під Дебальцевим, Донецька область.                                                                  |
| 23   | Лабуткін Дмитро Віталійович          | 11 грудня 1986, м. Кременець, Кременецький район.                                         | 16 лютого 2015, у районі Дебальцевого, Донецька область.                                                            |
| 24   | Черніченко Олександр Анатолійович    | 19 квітня 1968, смт Підволочиськ, Тернопільський район.                                   | 29 березня 2015, с. Гранітне, Донецька область.                                                                     |
| 25   | Стефанович Віктор Володимирович      | 10 травня 1987, м. Тернопіль.                                                             | 15 червня 2015, у районі села Широкиного, Донецька область.                                                         |
| 26   | Рущак Роман Йосипович                | 17 січня 1978, м. Чортків, Чортківський район.                                            | 22 червня 2015, с. Городище, Луганська область.                                                                     |
| 27   | Гриценко Володимир Ігорович          | 15 лютого 1989, с. Осташівці, Тернопільський район.                                       | 30 липня 2015, поблизу смт Новгородське, Донецька область).                                                         |
| 28   | Мазур Андрій Євгенович               | 28 листопада 1975, с. Налужжя, Тернопільський район.                                      | 3 серпня 2015. |
| 29   | Біленький Тарас Ярославович          | 22 червня 1989, м. Підволочиськ, Тернопільський район.                                    | 21 серпня 2015, Луганська область.                                                                                  |
| 30   | Панченко Олег Миколайович            | 24 жовтня 1987, с. Конюхи, Тернопільський район.                                          | 19 вересня 2015. |
| 31   | Рожелюк Володимир Якович             | 30 травня 1960, с. Гайворонка, Тернопільський район.                                      | 20 вересня 2015, Харківський військовий шпиталь.                                                                    |
| 32   | Фурсик Віталій Юрійович              | 23 квітня 1984, м. Кременець, Кременецький район.                                         | 18 жовтня 2015, військовий шпиталь.                                                                                 |
| 33   | Грод Євген Іванович                  | 17 вересня 1981, м. Чортків, Чортківський район.                                          | 3 листопада 2015, м. Слов'янськ, Донецька область.                                                                  |
| 34   | Магльона Володимир Петрович          | 29 липня 1990, с. Бодаки, Тернопільський район.                                           | 11 грудня 2015, Донецька область.                                                                                   |
| 35   | Чура Сергій Васильович               | 1986, с. Лошнів, Тернопільський район.                                                    | 15 листопада 2015, Харківський військовий шпиталь.                                                                  |
| 36   | Яницький Володимир Ярославович       | 14 вересня 1975, м. Тернопіль.                                                            | 22 листопада 2015, м. Тернополя.                                                                                    |
| 2016 |                                      |                                                                                           | |
| 1    | Сенечко Ігор Володимирович           | 10 травня 1989, с. Мшанець, Тернопільський район.                                         | 19 січня 2016, с. Приазовське під Маріуполем, Донецька область.                                                     |
| 2    | Вовк Володимир Миколайович           | 21 червня 1972.                                                                           | 7 лютого 2016, смт Очеретине, Донецька область.                                                                     |
| 3    | Думанський Михайло Ярославович       | 1966, м. Тернопіль.                                                                       | 19 лютого 2016, м. Краматорськ, Донецька область.                                                                   |
| 4    | Коваль Юрій Вікторович               | 23 травня 1972, м. Ланівці, Кременецький район.                                           | 20 лютого 2016, м. Мар'їнка, Донецька область.                                                                      |
| 5    | Питак Андрій Андрійович              | 15 жовтня 1981, м. Тернопіль.                                                             | 1 березня 2016. |
| 6    | Горайський Юрій Володимирович        | 31 липня 1977, м. Збараж, Тернопільський район.                                           | 4 березня 2016, м. Маріуполь, Донецька область.                                                                     |
| 7    | Стасів Михайло Ярославович           | 21 листопада 1968, с. Гайворонка, Тернопільський район.                                   | 1 квітня 2016). |
| 8    | Іржик Юрій Іванович                  | 22 квітня 1988, смт Заводське, Чортківський район.                                        | 23 травня 2016, с. Павлопіль, Донецька область.                                                                     |
| 9    | Макаревич Борис Степанович           | 31 серпня 1971, с. Білокриниця, Кременецький район.                                       | 10 червня 2016, поблизу с. Славне Донецька область.                                                                 |
| 10   | Гевко Руслан Петрович                | 12 липня 1980, с. Медин, Тернопільського район.                                           | 24 липня 2016 поблизу с. Невельське Донецька область.                                                               |
| 11   | Мельничук Володимир Данилович        | 40 років, с. Сураж, Кременецький район.                                                   | 19 серпня 2016, зона АТО.                                                                                           |
| 12   | Шевченко (Манько) Микола Романович   | 19 грудня 1983, с. Зеленче, Тернопільський район.                                         | 2 вересня 2016, Луганська область.                                                                                  |
| 2017 |                                      |                                                                                           | |
| 1    | Смолінський Ярослав Васильович       | 4 жовтня 1995, с. Дітківці, Тернопільський район.                                         | 8 травня 2017, Луганська область.                                                                                   |
| 2    | Штуник Ігор Антонович                | 24 травня 1972, с. Скородинці, Чортківський район.                                        | 2017, під час несення служби в районі м. Щастя, Луганська область.                                                  |
| 3    | Сторчак Іван Васильович              | 11 січня 1996, с. Криволука, Чортківський район.                                          | 12 серпня 2017, с. Водяне, Донецька область.                                                                        |
| 2018 |                                      |                                                                                           | |
| 1    | Кураш Іван Іванович                  | 26 червня 1985, с. Литвинів, Тернопільський район.                                        | 15 травня 2018, біля с. Катеринівка, Луганська область.                                                             |
| 2    | Муляр Руслан Станіславович           | 24 січня 1975, м. Тернопіль.                                                              | 26 травня 2018, біля с. Жолобок, Луганська область.                                                                 |
| 2019 |                                      |                                                                                           | |
| 1    | Чемний Ярослав Петрович              | 3 грудня 1988, смт Коропець, Чортківський район.                                          | 7 квітня 2019, Луганська область.                                                                                   |
| 3    | Катерняк Василь                      | 1 червня 1957, с. Вербів, Тернопільський район                                            | 20 квітня 2019 |
| 3    | Собко Віталій Олегович               | 27 березня 1999, с. Борсуки, Кременецький район.                                          | 25 серпня 2019. |
| 4    | Цимбалістий Михайло Васильович       | 29 липня 1985, с. Увисла, Чортківський район.                                             | 14 вересня 2019. |
| 5    | Стецюк Володимир Михайлович          | 47 років, м. Тернопіль.                                                                   | 4 листопада 2019, Луганська область.                                                                                |
| 2020 |                                      |                                                                                           | |
| 1    | Дедюх Іван Мирославович              | 21 січня 1983, м. Тернопіль.                                                              | 27 червня 2020, поблизу с. Старогнатівка, Донецька область.                                                         |
| 2    | Воронський Михайло Михайлович        | 22 квітня 1966, с. Добрівляни, Чортківський район.                                        | орієнтовно 23 липня 2020, Донецька область.                                                                         |
| 3    | Рудик Володимир Володимирович        | 20 березня 1989, с. Золотники, Тернопільський район.                                      | 21 серпня 2020, Луганська область.                                                                                  |
| 2021 |                                      |                                                                                           | |
| 1    | Яськів Володимир Богданович          | 29 липня 1977, смт Великі Бірки, Тернопільський район.                                    | 9 липня 2021, поблизу м. Золотого, Луганська область.                                                               |
| 2022 |                                      |                                                                                           | |
| 1    | Скакун Віталій Володимирович         | 19 серпня 1996, м. Бережани, Тернопільський район.                                        | 24 лютого 2022, Генічеський автомобільний міст, м. Генічеськ, Херсонська область.                                   |
| 2    | Тарасов Альберт Валерійович          | 11 липня 1999, м. Ланівці, Кременецький район.                                            | 26 лютого 2022, Херсонська область.                                                                                 |
| 3    | Місяць Андрій Васильович             | 1 січня 1977, с. Крогулець, Чортківський район.                                           | 28 лютого 2022, бої за Охтирку, Сумська область.                                                                    |
| 4    | Конет Василь Іванович                | 15 березня 2002, с. Ворвулинці, Чортківський район.                                       | 1 березня 2022, бої за Харків.                                                                                      |
| 5    | Стецюк Роман Петрович                | 6 лютого 1998, м. Тернопіль.                                                              | 3 березня 2022, поблизу м. Сєвєродонецьк, Луганська область.                                                        |
| 6    | Гах Роман Васильович                 | 20 липня 1984, с. Баворів, Тернопільський район.                                          | 6 березня 2022, с-ще Житлівка, Луганська область.                                                                   |
| 7    | Батьківський Петро Анатолійович      | 22 грудня 1985, м. Тернопіль.                                                             | 6 березня 2022, смт Піски, Донецька область.                                                                        |
| 8    | Дудар Віктор Васильович              | 20 грудня 1977, с. Перемилів, Чортківський район.                                         | 6 березня 2022, Миколаївська область.                                                                               |
| 9    | Волочій Іван Миколайович             | 20 червня 1995, с. Бересток, Чортківський район.                                          | 7 березня 2022, Харківська область.                                                                                 |
| 10   | Процишин Михайло Іванович            | 26 травня 1964, с. Нижбірок, Чортківський район.                                          | 8 березня 2022, біля с. Лукашівка, Чернігівська область.                                                            |
| 11   | Питель Олександр Ігорович            | 28 березня 1996, м. Тернопіль.                                                            | 11 березня 2022, поблизу м. Золоте-4, Луганська область.                                                            |
| 12   | Сікотовський Денис Ігорович          | 17 жовтня 1994, м. Тернопіль                                                              | березень 2022, м. Маріуполь, Донецька область                                                                       |
| 13   | Лень Тарас Іванович                  | 19 липня 2000                                                                             | 11 березня 2022, Київська область                                                                                   |
| 14   | Лебухорський Роман Романович         | 10 жовтня 1986, смт Золотий Потік, Чортківський район.                                    | 12 березня 2022, Слобода-Кухарська, Київська область.                                                               |
| 15   | Москалик Михайло Іванович            | 1974, с. Улашківці, Чортківський район                                                    | 15 березня 2022, м. Львів.                                                                                          |
| 16   | Анін Іван Аркадійович                | 11 вересня 1998, с. Боложівка, Кременецький район.                                        | 15 березня 2022, бої за Київ.                                                                                       |
| 17   | Головко Дмитро Володимирович         | 1996, м. Ланівці, Кременецький район.                                                     | 16 березня 2022, Київська область.                                                                                  |
| 18   | Лапінський Олег Мирославович         |                                                                                           | 16 березня 2022, поблизу м. Попасна, Луганська область.                                                             |
| 19   | Гайдін Вадим Олексійович             | 20 серпня 1968, м. Запоріжжя                                                              | 18 березня 2022, Київська область.                                                                                  |
| 20   | Шишковський Сергій Олегович          | 12 червня 1994, м. Чортків, Чортківський район                                            | 18 березня 2022, м. Миколаїв                                                                                        |
| 21   | Шульковський Микола Петрович         | 2000, с. Боричівка, Тернопільський район                                                  | 18 березня 2022, м. Миколаїв, Миколаївська область                                                                  |
| 22   | Юрчик Олег Дмитрович                 | 5 вересня 1998, с. Перепельники, Тернопільський район.                                    | 24 березня 2022, с. Новозванівка, Луганська область.                                                                |
| 23   | Гуцуляк Василь Іванович              | 2 жовтня 1987, с. Іване-Пусте, Чортківський район.                                        | 24 березня 2022, м. Попасна, Луганська область.                                                                     |
| 24   | Данилків Євген Васильович            | 6 січня 1999, с. Біла, Тернопільський район.                                              | 28 березня 2022, біля м. Запоріжжя.                                                                                 |
| 25   | Бумба Василь Михайлович              | 21 березня 1980, м. Збараж, Тернопільський район.                                         | 30 березня 2022. |
| 26   | Баб'як Володимир Степанович          | 6 липня 1978, с. Глинна, Тернопільський район.                                            | 31 березня 2022, біля с. Богородичне, Донецька область.                                                             |
| 27   | Васюк Сергій Дем'янович              | 26 червня 1975, м. Ланівці, Кременецький район.                                           | 31 березня 2022, біля с. Богородичне, Донецька область.                                                             |
| 28   | Курик Микола Володимирович           | 18 грудня 2002, м. Тернопіль.                                                             | 31 березня 2022, біля м. Київ.                                                                                      |
| 29   | Юрій Руф                             | 26 вересня 1980, Бережани, Тернопільський район.                                          | 1 квітня 2022, Луганська область.                                                                                   |
| 30   | Боберський Володимир Семенович       | 24 липня 1981, Львівська область.                                                         | 1 квітня 2022. |
| 31   | Теребій Андрій Богданович            | 28 жовтня 1991, м. Тернопіль.                                                             | 4 квітня 2022, м. Рубіжне, Луганська область.                                                                       |
| 32   | Тихоліз Юрій Павлович                | 1 січня 1990, с. Дарахів, Тернопільський район.                                           | 5 квітня 2022, Київська область.                                                                                    |
| 33   | Горошко Борис Борисович              | 31 серпня 1984, м. Вишнівець, Тернопільський район                                        | 5 квітня 2022, м. Маріуполь, Донецька область.                                                                      |
| 34   | Цьона Іван Романович                 | 24 вересня 1990, м. Теребовля, Тернопільський район                                       | 8 квітня 2022, н.п. Маріуполь, Донецька область.                                                                    |
| 35   | Брода Володимир Орестович            | 22 липня 1979, м. Тернопіль.                                                              | 9 квітня 2022, м. Запоріжжя.                                                                                        |
| 36   | Андрощук-Русиняк Олег Степанович     | 26 лютого 1970, смт Товсте, Чортківський район.                                           | 9 квітня 2022, біля м. Попасна, Луганська область.                                                                  |
| 37   | Куніцький Василь Станіславович       | 23 травня 1967, с. Скомороше, Чортківський район.                                         | 10 квітня 2022, Донецька область.                                                                                   |
| 38   | Джердж Ярослав Михайлович            | 17 січня 1977, смт Великі Бірки, Тернопільський район.                                    | 12 квітня 2022, біля м. Авдіївка, Донецька область.                                                                 |
| 39   | Маслов Андрій Володимирович          | 1991, с. Мухавка, Чортківський район.                                                     | 12 квітня 2022, Донецька область.                                                                                   |
| 40   | Леськів Роман Олексійович            | 30 листопада 1991, Тернопільська область.                                                 | 12 квітня 2022, біля м. Попасна, Луганська область.                                                                 |
| 41   | Грищук Сергій Володимирович          | 15 серпня 1983, с. Велика Іловиця, Кременецький район                                     | квітень 2022 |
| 42   | Січкар Вадим Володимирович           | 1988, Вербівка, Чортківський район                                                        | 19 квітня 2022. |
| 43   | Геник Степан Миронович               | 20 серпня 1984, с. Криве, Тернопільський район.                                           | 19 квітня 2022. |
| 44   | Рудіч Руслан Вікторович              | 29 червня 1974, Тернопільський район.                                                     | 21 квітня 2022. |
| 45   | Ваверчак Любомир Михайлович          | 22 лютого 1995, с. Карашинці, Чортківський район.                                         | 21 квітня 2022, біля м. Харкова.                                                                                    |
| 46   | Луцик Олександр Романович            | 13 жовтня 1972, с. Білозірка, Кременецький район                                          | 21 квітня 2022 року біля с. Новобахмутівка, Донецька область.                                                       |
| 47   | Завада Михайло Йосипович             | 22 листопада 1981, с. Дрананівка, Тернопільський район.                                   | 22 квітня 2022, біля с. Богоявленка, Донецька область.                                                              |
| 48   | Рудий Сергій Андрійович              | (27 грудня 1977, м. Тернопіль.                                                            | 27 квітня 2022, Луганська область.                                                                                  |
| 49   | Гогусь Тарас Зеновійович             | 6 червня 1971.                                                                            | 27 квітня 2022, Луганська область.                                                                                  |
| 50   | Гудзь Михайло Сергійович             |                                                                                           | 27 квітня 2022, Луганська область.                                                                                  |
| 51   | Василинюк Роман Михайлович           | 23 січня 1984, с. Панівці, Чортківський район.                                            | 29 квітня 2022, між с. Новоселівка Друга і с. Василівка, Донецька область.                                          |
| 52   | Друзь Роман Михайлович               | 12 жовтня 1991, с. Борщівка, Чортківський район.                                          | 11 червня 2022, біля м. Вугледар, Донецька область.                                                                 |
| 53   | Мамунько Віталій Миколайович         | 1 березня 1974, с. Іванків, Чортківський район.                                           | 2 травня 2022, м. Сєвєродонецьк, Луганська область.                                                                 |
| 54   | Махневич Назар Ярославович           | 19 лютого 1993, м. Чортків, Чортківський район                                            | 5 травня 2022, с. Цупівка, Харківська область                                                                       |
| 55   | Клим'юк Назар Миколайович            | 23 лютого 1992, с. Садки, Кременецький район                                              | 6 травня 2022, Донецька область                                                                                     |
| 56   | Луців Микола Васильович              | 30 серпня 1980, м. Бучач, Чортківський район.                                             | 6 травня 2022, м. Дніпро.                                                                                           |
| 57   | Лисобей Павло Русланович             | 2002, м. Тернопіль                                                                        | 6 травня 2022, м. Маріуполь, Донецька область                                                                       |
| 58   | Стасюк Віктор Миколайович            | 23 лютого 1967, Тернопільська область.                                                    | 7 травня 2022, м. Сєвєродонецьк, Луганська область.                                                                 |
| 59   | Марущак Сергій Петрович              | 29 липня 1989, с. Скородинці, Чортківський район.                                         | 8 травня 2022, Луганська область.                                                                                   |
| 60   | Безкровний Євген Олександрович       | 9 жовтня 1989, Зелене, Чортківський район.                                                | 12 травня 2022. |
| 61   | Кондратюк Ярослав Сергійович         | 1 листопада 1993, с. Великі Дедеркали, Кременецький район.                                | 21 травня 2022, біля м. Запоріжжя.                                                                                  |
| 62   | Мордас Володимир Васильович          |                                                                                           | 24 травня 2022, біля с. Ниркове, Луганська область.                                                                 |
| 63   | Мельничук Андрій Андрійович          | 8 вересня 1997, м. Кременець Кременецький район                                           | 25 травня 2022, Луганська область.                                                                                  |
| 64   | Нечай Віктор Ярославович             | 20 липня 1978, с. Довжанка, Тернопільський район.                                         | 26 травня 2022, біля м. Бахмут, Донецька область.                                                                   |
| 65   | Осадца Петро Васильович              | 7 березня 1976, м. Бережани, Тернопільський район.                                        | 26 травня 2022. |
| 66   | Михайлишин Роман Миронович           | 18 серпня 1988, с. Вільхівчик, Чортківський район.                                        | 2022, біля м. Попасна, Луганська область.                                                                           |
| 67   | Тутов Андрій                         | 9 вересня 1983, м. Монастириська, Чортківський район.                                     | 27 травня 2022, Луганська область.                                                                                  |
| 68   | Андрощук Олег Олександрович          | 26 березня 1971, с. Борсуки, Кременецький район.                                          | 27 травня 2022, біля м. Сєвєродонецька, Луганська область.                                                          |
| 69   | Дерех Віталій Мирославович           | 3 вересня 1987, м. Тернопіль.                                                             | 28 травня 2022. |
| 70   | Федорків Андрій Михайлович           | 10 листопада 1983, м. Тернопіль.                                                          | 28 травня 2022, Запорізький напрямок.                                                                               |
| 71   | Мельник Ігор Васильович              | 14 березня 1975, м. Тернопіль                                                             | 31 травня 2022, Запорізька область                                                                                  |
| 72   | Йосипів Іван Романович               | 1993, с. Майдан, Чортківський район                                                       | 3 червня 2022, Донецька область                                                                                     |
| 73   | Нечай Володимир Олегович             | 25 березня 1984.                                                                          | 4 червня 2022, біля м. Святогірська, Донецька область.                                                              |
| 74   | Боднар Дмитро Миколайович            | 24 серпня 1976, с. Теофіпілка, Тернопільський район                                       | 5 червня 2022, біля м. Краматорськ, Донецька область                                                                |
| 75   | Решетняк Олексій Миколайович         | 1987, Луганська область                                                                   | 9 червня 2022 |
| 76   | Гесюк Ігор Ярославович               |                                                                                           | |
| 77   | Романець Руслан Володимирович        | 19 жовтня 1995, с. Різдв'яни, Тернопільський район.                                       | 2022, Луганська область.                                                                                            |
| 78   | Тарасьєв Олексій                     | 20 вересня 1981, м. Бережани, Тернопільський район                                        | 12 червня 2022 |
| 79   | Смосюк Роман Олегович                | 12 жовтня 1988, с. Нападівка, Кременецький район.                                         | 18 червня 2022, с. Богородичне, Донецька область.                                                                   |
| 80   | Антонюк Сергій Сергійович            | 11 квітня 1975, с. Шкроботівка, Тернопільський район.                                     | 18 червня 2022, Донецька область.                                                                                   |
| 81   | Яцюк Анатолій Іванович               | 24 лютого 1988, с. Шкроботівка, Тернопільський район.                                     | 18 червня 2022, Донецька область.                                                                                   |
| 82   | Побережник Андрій Дмитрович          | 13 грудня 1987, м. Тернопіль.                                                             | 19 червня 2022, біля м. Лисичанськ, Луганська область.                                                              |
| 83   | Бойко Володимир Васильович           | 28 липня 1994, с. Івашківці, Тернопільський район.                                        | 19 червня 2022, біля с. Богородичне, Донецька область.                                                              |
| 84   | Озіренський Іван Богданович          | 21 червня 1977, с. Ангелівка, Тернопільський район.                                       | 22 червня 2022, с. Весела, Донецька область.                                                                        |
| 85   | Мялікгулиєв Назар Курбангельдийович  | 9 жовтня 1990, с. Кобиловолоки, Тернопільський район.                                     | 23 червня 2022. |
| 86   | Росінчук Віктор Богданович           | 27 квітня 1982, с. Нивра, Чортківський район.                                             | 23 червня 2022. |
| 87   | Дитко Микола Миколайович             |                                                                                           | 27 червня 2022. |
| 88   | Магус Ігор Степанович                | 23 травня 1981, м. Почаїв, Кременецький район                                             | 29 червня 2022, Донецька область                                                                                    |
| 89   | Кобильник Андрій Петрович            | 7 грудня 1995, с. Футори, Тернопільський район.                                           | 4 липня 2022, Херсонська область.                                                                                   |
| 90   | Павлик Михайло Володимирович         | 19 листопада 1967, с. Долина, Тернопільський район                                        | 5 липня 2022, біля м. Краматорська, Донецька область                                                                |
| 91   | Білоус Олег Михайлович               | с. Велика Плавуча, Тернопільський район                                                   | 6 липня 2022, Сумська область                                                                                       |
| 92   | Тібекін Едуард Петрович              | 17 жовтня 1991, с. Котівка, Чортківський район                                            | 7 липня 2022, Донецька область                                                                                      |
| 93   | Котузяк Федір Степанович             | 7 травня 1980, Чортківський район                                                         | 8 липня 2022, Харківська область                                                                                    |
| 94   | Осадко Олександр Остапович           | 4 квітня 1976                                                                             | 9 липня 2022, біля с. Краснопілля, Донецька область                                                                 |
| 95   | Борсук Іван Михайлович               | 18 січня 1993, с. Старе Місто, Тернопільський район                                       | 9 липня 2022, м. Часів Яр, Донецька область                                                                         |
| 96   | Гайовий Василь Михайлович            | 12 червня 1978, с. Вільховець, Тернопільський район                                       | 9 липня 2022, м. Часів Яр, Донецька область                                                                         |
| 97   | Миськів Сергій Михайлович            | 1 червня 1969                                                                             | 9 липня 2022, м. Часів Яр, Донецька область                                                                         |
| 98   | Басістий Сергій Іванович             | 29 вересня 1975                                                                           | 9 липня 2022, м. Часів Яр, Донецька область                                                                         |
| 99   | Поливаний Андрій Васильович          | 29 січня 1983, с. Куропантники, Бережанський район                                        | 9 липня 2022, м. Часів Яр, Донецька область                                                                         |
| 100  | Левицький Володимир Богданович       | 31 липня 1990, с. Більче-Золоте, Чортківський район                                       | 9 липня 2022, м. Часів Яр, Донецька область                                                                         |
| 101  | Хрущ Олег Петрович                   | 7 червня 1975, с. Новосілка, Тернопільський район                                         | 9 липня 2022, м. Часів Яр, Донецька область                                                                         |
| 102  | Горейда Віктор Іванович              | 21 березня 1977, с. Щепанів, Тернопільський район                                         | 9 липня 2022, м. Часів Яр, Донецька область                                                                         |
| 103  | Дюк Андрій Васильович                | 27 травня 1984, с. Долина, Тернопільський район                                           | 9 липня 2022, м. Часів Яр, Донецька область                                                                         |
| 104  | Мудрий Ярослав Володимирович         | с. Почапинці, Тернопільський район                                                        | 9 липня 2022, м. Часів Яр, Донецька область                                                                         |
| 105  | Голубович Микола Васильович          | 20 вересня 1978, м. Тернопіль                                                             | 9 липня 2022, м. Часів Яр, Донецька область                                                                         |
| 106  | Дудар Іван Володимирович             | 2 квітня 1983, с. Шили, Кременецький район                                                | 9 липня 2022, м. Часів Яр, Донецька область                                                                         |
| 107  | Недільський Василь Васильович        | 19 квітня 1982, с. Гиновичі, Тернопільський район                                         | 9 липня 2022, м. Часів Яр, Донецька область                                                                         |
| 108  | Сошик Володимир Степанович           | 26 січня 1972, с. Рай, Тернопільський район                                               | 9 липня 2022, м. Часів Яр, Донецька область                                                                         |
| 109  | Онищук Петро Павлович                | 30 вересня 1993, с. Ромашівка, Чортківський район                                         | 9 липня 2022, м. Часів Яр, Донецька область                                                                         |
| 110  | Худий Ігор Андрійович                | 13 березня 1978, м. Тернопіль                                                             | 9 липня 2022, м. Часів Яр, Донецька область                                                                         |
| 111  | Чміль Володимир Михайлович           | 9 вересня 1979, с. Долина, Тернопільський район                                           | 9 липня 2022, м. Часів Яр, Донецька область                                                                         |
| 112  | Михальчук Андрій Петрович            | Кременецький район                                                                        | 9 липня 2022, м. Часів Яр, Донецька область                                                                         |
| 113  | Соколовський Олексій Володимирович   | Кременецький район                                                                        | 9 липня 2022, м. Часів Яр, Донецька область                                                                         |
| 114  | Маркович Олег Васильович             | 27 квітня 1981, с. Новосілка, Тернопільський район                                        | 9 липня 2022, м. Часів Яр, Донецька область                                                                         |
| 115  | Нанинець Володимир Михайлович        | 16 липня 1972, с. Ваги, Тернопільський район                                              | 9 липня 2022, м. Часів Яр, Донецька область                                                                         |
| 116  | Фоменко Володимир Вікторович         | 16 квітня 1974                                                                            | 9 липня 2022, м. Часів Яр, Донецька область                                                                         |
| 117  | Водовоз Роман Іванович               | 1990, с. Хмелівка, Тернопільський район                                                   | 9 липня 2022, м. Часів Яр, Донецька область                                                                         |
| 118  | Петрів Василь Володимирович          | 13 листопада 1975, с. Рай, Тернопільський район                                           | 9 липня 2022 |
| 119  | Дуткевич Ярослав Юліанович           | 1984, с. Рогачин, Тернопільський район                                                    | 9 липня 2022 |
| 120  | Головко Володимир Леонідович         | 3 липня 1981, с. Почапинці, Тернопільський район                                          | 9 липня 2022, м. Часів Яр, Донецька область                                                                         |
| 121  | Михальов Андрій Володимирович        | 1980                                                                                      | 9 липня 2022, м. Часів Яр, Донецька область                                                                         |
| 122  | Погар Сергій Іванович                |                                                                                           | 12 липня 2022, біля м. Бахмут, Донецька область                                                                     |
| 123  | Заблоцький Іван Васильович           | 30 червня 1996                                                                            | липень 2022, Донецька область                                                                                       |
| 124  | Заблоцький Володимир Олегович        | 5 лютого 1988                                                                             | липень 2022, Донецька область                                                                                       |
| 125  | Мокрій Ярослав Романович             | 13 жовтня 1977, с. Буцнів, Тернопільський район                                           | 15 липня 2022 |
| 126  | Телішевський Василь Ярославович      | 19 березня 1971                                                                           | 17 липня 2022, Харківський напрямок                                                                                 |
| 127  | Ушкевич Сергій Володимирович         | 1995, с. Озерна, Тернопільський район                                                     | 17 липня 2022, Харківська область                                                                                   |
| 128  | Асадов Андрій Романович              | 15 березня 1998, с. Старе Місто, Тернопільський район                                     | 18 липня 2022, Донецька область                                                                                     |
| 129  | Щенніков Євген Олександрович         | 11 листопада 1976                                                                         | липень, або серпень 2022, Запорізька область                                                                        |
| 130  | Джиджора Дмитро Павлович             | 28 квітня 1985, с. Заставці, Чортківський район                                           | 25 липня 2022, біля с. Білогорівка, Херсонська область                                                              |
| 131  | Теслюк Володимир Анатолійович        | 28 жовтня 1994, м. Тернопіль                                                              | 6 серпня 2022, Донецька область                                                                                     |
| 132  | Узуналов Артем Володимирович         | 17 червня 1991                                                                            | 8 серпня 2022, Донецька область                                                                                     |
| 133  | Львівський Назар Назарович           | 18 травня 1998, м. Тернопіль                                                              | 9 серпня 2022, біля н.п. Магдалинівка, Запорізька область                                                           |
| 134  | Водвуд Богдан Ігорович               | 8 березня 1977, с. Слобідка, Тернопільський район                                         | 9 серпня 2022 |
| 135  | Пачковський Андрій Іванович          |                                                                                           | [ 54 ] |
| 136  | Ганжусь Сергій Петрович              | 09 березня 1983, с. Великі Бережці, Кременецький район                                    | 12 серпня 2022, біля с. Орли, Дніпропетровська область                                                              |
| 137  | Блажків Володимир Зіновійович        | 15 жовтня 1973, м. Тернопіль                                                              | 13 серпня 2022, Запорізька область                                                                                  |
| 138  | Носаль Денис                         | 1995, Монастириська громада, Чортківський район                                           | 13 серпня 2022, Донецька область                                                                                    |
| 139  | Ярощук Андрій Васильович             | 12 травня 1985, Тернопільський район                                                      | 15 серпня 2022, госпіталь м. Запоріжжя                                                                              |
| 140  | Димнич Василь Васильович             | 4 червня 1982, с. Матвіївці, Кременецький район                                           | 15 серпня 2022, Донецька область                                                                                    |
| 141  | Зажерей Зіновій Олександрович        | 24 серпня 1986, с. Вербовець, Кременецький район                                          | 15 серпня 2022, біля с. Павлівка, Донецька область                                                                  |
| 142  | Сагайдак Сергій Петрович             | м. Копичинці, Чортківський район                                                          | 18 серпня 2022 |
| 143  | Конотопський Ігор Богданович         | 18 серпня 1963, с. Чернелів-Руський, Тернопільський район                                 | 18 серпня 2022 |
| 144  | Зуляк Богдан Романович               | 21 лютого 2001, с. Збручанське, Чортківський район                                        | 19 серпня 2022, Донецька область                                                                                    |
| 145  | Бураков Олег Андрійович              | 18 жовтня 1991, Чортківський район                                                        | 19 серпня 2022, Харківська область                                                                                  |
| 146  | Петришин Андрій Михайлович           | 9 березня 1995, Тернопільський район                                                      | 20 серпня 2022, Запорізька область                                                                                  |
| 147  | Вознюк Андрій Васильович             | 18 червня 1996, с. Окопи, Чортківський район                                              | 28 серпня 2022 |
| 148  | Алєксєєнков Сергій Валентинович      | 17 жовтня 1975                                                                            | 28 серпня 2022, біля Краснопілля, Донецька область                                                                  |
| 149  | Рожук Ігор Теодозійович              | 1 серпня 1985, с. Буцнів, Тернопільський район                                            | серпень 2022 |
| 150  | Данилюк Роман Ярославович            | 17 березня 1981, с. Буряківка, Чортківський район                                         | серпень 2022 |
| 151  | Тринька Іван Іванович                | 2 грудня 1980                                                                             | 29 серпня 2022, Донецька область                                                                                    |
| 152  | Чорноокий Віктор Петрович            | 12 лютого 1975, с. Тилявка, Тернопільський район                                          | 29 серпня 2022, біля Нововознесенське, Херсонська область                                                           |
| 153  | Стрілецький Богдан Михайлович        | 11 березня 1985, м. Тернопіль                                                             | 29 серпня 2022, Херсонська область                                                                                  |
| 154  | Балик Андрій Володимирович           | 4 жовтня 1987, Чортківський район                                                         | 31 серпня 2022, Херсонська область                                                                                  |
| 155  | Жук Богдан Олегович                  | 22 вересня 1992, с. Великі Гаї, Тернопільський район                                      | 1 вересня 2022, Херсонська область                                                                                  |
| 156  | Боцій Ігор Семенович                 | 9 квітня 1965                                                                             | 3 вересня 2022, біля Бахмута, Донецька область                                                                      |
| 157  | Качуровський Ярослав Михайлович      | 4 серпня 1994, с. Прошова, Тернопільський район                                           | вересень 2022 |
| 158  | Присяжнюк Віктор Сергійович          | 8 квітня 2002, м. Почаїв, Кременецький район                                              | 5 вересня 2022 |
| 159  | Фаюра Андрій Анатолійович            | 1 лютого 1999, с. Піщатинці, Кременецький район                                           | 5 вересня 2022 |
| 160  | Піпаш Олексій Михайлович             | 28 липня 1973, м. Збараж, Тернопільський район                                            | 5 вересня 2022, біля с. Сухий Ставок, Херсонська область                                                            |
| 161  | Чаплюк Микола Миколайович            | 1 січня 1971, Кременецький район                                                          | 7 вересня 2022, біля с. Сухий Ставок, Херсонська область                                                            |
| 162  | Скуржанський Андрій Романович        | 12 серпня 1971, с. Звиняч, Чортківський район                                             | 7 вересня 2022, біля м. Балаклія, Харківська область                                                                |
| 163  | Клошник Орест Васильович             | 5 лютого 1988, с. Мишковичі, Тернопільський район                                         | 7 вересня 2022, Донецька область                                                                                    |
| 164  | Смачило Григорій Володимирович       | 6 лютого 1985, с. Олесине, Тернопільський район                                           | 7 вересня 2022, Харківська область                                                                                  |
| 165  | Ткачук Тарас Володимирович           | 4 червня 1987, м. Чортків, Тернопільська область                                          | 7 вересня 2022, біля н.п. Богоявленка, Донецька область                                                             |
| 166  | Мокрицький Анатолій Степанович       | 20 серпня 1987, с. Шипівці, Чортківський район                                            | 9 вересня 2022, Харківська область                                                                                  |
| 167  | Гнатишин Василь Іванович             | 3 лютого 1991, с. Кальне, Тернопільський район                                            | 9 вересня 2022, Миколаївська область                                                                                |
| 168  | Продан Андрій Дмитрович              | 26 серпня 1994, с. Білівці, Чортківський район                                            | 10 вересня 2022, Донецька область                                                                                   |
| 169  | Мармус Василь Володимирович          | 26 квітня 1992, м. Чортків, Чортківський район                                            | 11 вересня 2022, Харківська область                                                                                 |
| 170  | Березніцький Степан Іванович         | 22 квітня 1989, с. Трибухівці, Трибухівська громада, Чортківський район                   | 11 вересня 2022, Донецька область                                                                                   |
| 171  | Герцунь Ігор Андрійович              | 12 квітня 1995, с. Галущинці, Тернопільський район                                        | 12 вересня 2022, Сумська область                                                                                    |
| 172  | Сакалюк Володимир Михайлович         | 6 січня 1974, с. Шершенівка, Чортківський район                                           | 12 вересня 2022, Донецька область                                                                                   |
| 173  | Кирилюк Назар Романович              | 8 березня 1995, с. Біла, Чортківський район                                               | 12 вересня 2022, Миколаївська область                                                                               |
| 174  | Микуляк Віталій Ігорович             | 11 січня 1996, с. Біла, Чортківський район                                                | 12 вересня 2022, Миколаївська область                                                                               |
| 175  | Савчук Володимир Дмитрович           | 27 липня 1974, м. Тернопіль                                                               | вересень 2022 |
| 176  | Прокоп'юк Сергій Валерійович         | 29 листопада 1976, смт Скала-Подільська, Чортківський район                               | вересень 2022 |
| 177  | Бохнак Володимир Михайлович          | 26 травня 1973, Тернопільський район                                                      | 13 вересня 2022, у районі н.п. Брускинське, Херсонська область                                                      |
| 178  | Холодюк Роман Дмитрович              | 28 лютого 1988                                                                            | 14 вересня 2022, біля с. Соснове, Донецька область                                                                  |
| 179  | Лопушанський Юрій Романович          | 6 вересня 1990, смт Підволочиськ, Тернопільський район                                    | 23 вересня 2022, Херсонська область                                                                                 |
| 180  | Росчіс Ігор Іванович                 | 16 вересня 1973, м. Чортків, Чортківський район                                           | 20 вересня 2022, біля с. Яцьківка, Донецька область                                                                 |
| 181  | Калиняк Ярослав Дмитрович            | 24 квітня 1974, смт Коропець, Чортківський район                                          | 21 вересня 2022, біля смт Спірне, Донецька область                                                                  |
| 182  | Горобець Андрій Михайлович           | 29 серпня 1978, смт Мельниця-Подільська, Чортківський район                               | 21 вересня 2022 |
| 183  | Лукащук Андрій Миколайович           | 3 грудня 1979, с. Борсуки, Кременецький район                                             | 21 вересня 2022, Кременецький район                                                                                 |
| 184  | Мидлик Ярослав Ростиславович         | 2 червня 1972, с. Града, Кременецький район                                               | 21 вересня 2022, Херсонська область                                                                                 |
| 185  | Задунайчук Віктор Михайлович         | 25 листопада 1977, с. Гранітне, Чортківський район                                        | 22 вересня 2022, біля м. Куп'янськ, Харківська область                                                              |
| 186  | Микитинець Олександр                 | ?, с. Білокриниця, Кременецький район                                                     | 23 вересня 2022, біля м. Балаклія, Харківська область                                                               |
| 187  | Гарник Володимир Миколайович         | 11 вересня 1976, Тернопільський район                                                     | 24 вересня 2022, біля с. Новоселівка, Донецька область                                                              |
| 188  | Плішка Іван Богданович               | 18 січня 1993                                                                             | 25 вересня 2022, біля смт Новоселівка, Донецька область                                                             |
| 189  | Данілов Віталій Анатолійович         | 29 грудня 1988, с. Маневе, Кременецький район                                             | 27 вересня 2022, Донецька область                                                                                   |
| 190  | Рудий Андрій Ярославович             | 6 грудня 1996                                                                             | вересень 2022, Харківська область                                                                                   |
| 191  | Галела Василь Богданович             | 3 жовтня 1981, с. Волосівка, Тернопільський район                                         | вересень 2022 |
| 192  | Кучер Петро Іванович                 | 4 липня 1979, с. Ридомиль, Кременецький район                                             | 27 вересня 2022, Донецька область                                                                                   |
| 193  | Сосна Віталій Володимирович          | ?, с. Михайлівка, Чортківський район                                                      | [ 111 ] |
| 194  | Урда Ростислав                       |                                                                                           | [ 112 ] |
| 195  | Головацький Степан Зіновійович       | 23 лютого 1973, с. Корчунок, Тернопільський район                                         | вересень 2022 |
| 196  | Іванюк Володимир                     |                                                                                           | [ 114 ] |
| 197  | Штоник Ігор Миколайович              | 20 квітня 1999, с. Новоставці, Чортківський район                                         | 1? вересня 2022, Бахмутський напрямок, Донецька область                                                             |
| 198  | Кравчук Тарас Ігорович               | 6 вересня 1993, с. Петриків, Тернопільський район                                         | 24 вересня 2022, Донецька область                                                                                   |
| 199  | Тимошенко Дмитро Петрович            | 31 березня 1985, Кременецький район                                                       | 25 вересня 2022, біля н.п. Новоселівка, Донецька область                                                            |
| 200  | Оліяр Борис Дмитрович                | 3 березня 1986, с. Іване-Золоте, Чортківський район                                       | 27 вересня 2022, Миколаївська область                                                                               |
| 201  | Яцуник Віктор Васильович             | 1 квітня 1978, с. Верняки, Тернопільський район                                           | вересень 2022, м. Ізюм, Харківська область                                                                          |
| 202  | Стефанчук Василь Васильович          | 25 квітня 1974, Тернопільський район                                                      | 29 вересня 2022, біля с. Сухий Ставок, Херсонська область                                                           |
| 203  | Римар Андрій Григорович              | 1973, Кременецький район                                                                  | 1 жовтня 2022, біля н.п. Жовтневе, Сумська область                                                                  |
| 204  | Стадник Віталій Олегович             | 13 вересня 1983, м. Тернопіль                                                             | 1 жовтня 2022, Херсонська область                                                                                   |
| 205  | Петришин Олександр Ярославович       | 1 жовтня 1976, с. Джурин, Чортківський район                                              | 1 жовтня 2022, Херсонська область                                                                                   |
| 206  | Побігун Сергій Борисович             | 13 травня 1990, с. Торське, Чортківський район                                            | 2 жовтня 2022, в районі н.п. Нижня Журавка, Харківська область                                                      |
| 207  | Жолондек Сергій Мирославович         | 7 травня 1980                                                                             | 2 жовтня 2022, біля н.п. Ямполівка, Донецька область                                                                |
| 208  | Крижанівський Василь Володимирович   | 1 січня 1977, с. Костільники, Чортківський район                                          | 2 жовтня 2022, біля н.п. Ямполівка, Донецька область                                                                |
| 209  | Василь ?                             |                                                                                           | [ 128 ] |
| 210  | Векліч Віталій Васильович            | 30 грудня 1978, с. Колодрібка, Чортківський район                                         | 3 жовтня 2022, с. Лажине, Запорізька область                                                                        |
| 211  | Храпливий Михайло Ярославович        | 16 листопада 1982, с. Красносельці, Тернопільський район                                  | 4 жовтня 2022, Донецька область                                                                                     |
| 212  | Пастеркевич Богдан Омелянович        | 17 квітня 1980, с. Дзвиняч, Чортківський район                                            | 4 жовтня 2022, Херсонська область                                                                                   |
| 213  | Слугоцький Олександр Богданович      | 8 жовтня 1969, м. Чортків, Чортківський район                                             | 6 жовтня 2022, біля с. Івано-Дар'ївка, Донецька область                                                             |
| 214  | Кобилецький Володимир Романович      | 23 серпня 1977                                                                            | жовтень 2022, Херсонська область                                                                                    |
| 215  | Стецюк Руслан Анатолійович           | 10 жовтня 1978                                                                            | жовтень 2022 |
| 216  | Паньків Іван                         | Чортківський район                                                                        | [ 133 ] |
| 217  | Кравчук Сергій Андрійович            | 27 лютого 1978, м. Кременець, Кременецький район                                          | 8 жовтня 2022, Донецька область                                                                                     |
| 218  | Горобець Іван Зотович                | 27 квітня 1977, с. Залісці, Кременецький район                                            | 10 жовтня 2022 |
| 219  | Мальований Сергій Васильович         | 4 лютого 1988, с. Звиняч, Чортківський район                                              | 13 жовтня 2022, Донецька область                                                                                    |
| 220  | Горин Володимир Ігорович             | 1968, с. Джурин, Чортківський район                                                       | 13 жовтня 2022 |
| 221  | Дячук Андрій Анатолійович            | Тернопільський район                                                                      | 13 жовтня 2022 |
| 222  | Шилівський Микола Петрович           | 1995, с. Яцківці, Кременецький район                                                      | 15 жовтня 2022 |
| 223  | Пилипчук Сергій Володимирович        | 8 лютого 1969, с. Великі Загайці, Кременецький район                                      | 1? жовтня 2022 |
| 224  | Матичак Віталій Володимирович        | 2003, м. Тернопіль                                                                        | 15 жовтня 2022 |
| 225  | Семенюк Михайло Володимирович        | 1999, с. Кривче, Чортківський район                                                       | 15 жовтня 2022, Херсонська область                                                                                  |
| 226  | Кочубей Сергій Анатолійович          | 1977, с. Цигани, Чортківський район                                                       | 1? жовтня 2022, Донецька область                                                                                    |
| 226  | Роп Юрій Михайлович                  | 1971, смт Козлів, Тернопільський район                                                    | 16 жовтня 2022, Донецька область                                                                                    |
| 228  | Савка Степан Романович               | АР Крим                                                                                   | жовтень 2022 |
| 229  | Бодань Михайло Андрійович            | 1967, Кременецький район                                                                  | 17 жовтня 2022 |
| 230  | Мечик Михайло Олександрович          | 14 листопада 1998, Кременецький район                                                     | 19 жовтня 2022, Запорізька область                                                                                  |
| 231  | Водолазький Руслан Сергійович        | 24 травня 1984, смт Підволочиськ, Тернопільський район                                    | 19 жовтня 2022, Херсонська область                                                                                  |
| 232  | Рудий Назарій Ігорович               | 23 лютого 2001, Тернопільський район                                                      | 19 жовтня 2022, біля н. п. Пятихатки, Херсонська область                                                            |
| 233  | Солонський Денис Володимирович       | 1 квітня 1983                                                                             | 21 жовтня 2022, біля м. Бахмут, Донецька область                                                                    |
| 234  | Довгалюк Віктор Іванович             | 26 серпня 1988                                                                            | 21 жовтня 2022, Луганська область                                                                                   |
| 235  | Капаць Василь Степанович             | 28 червня 1985, с. Звиняч, Чортківський район                                             | 22 жовтня 2022, Донецька область                                                                                    |
| 236  | Меленичук Андрій Васильович          | 9 грудня 1980                                                                             | 2? жовтня 2022, Донецька область                                                                                    |
| 237  | Мотка Ігор Васильович                | 30 травня 1983, Тернопільський район                                                      | 2? жовтня 2022 |
| 238  | Бахмач Олег Михайлович               | 24 липня 1997, Тернопільський район                                                       | 2? жовтня 2022 |
| 239  | Грицишин Дмитро Іванович             | 2 листопада 1986, м. Теребовля, Тернопільський район                                      | 28 жовтня 2022 |
| 240  | Коберник Олександр Петрович          | 2 червня 1970, с. Старий Скалат, Тернопільський район                                     | 20 жовтня 2022, Донецька область                                                                                    |
| 241  | Осадчий Дмитро Олександрович         | 4 листопада 1999, Чортківський район                                                      | 28 жовтня 2022, Донецька область                                                                                    |
| 242  | Сиров Володимир Олександрович        | 1976                                                                                      | 28 жовтня 2022 |
| 243  | Костів Віктор Володимирович          | 18 січня 1971                                                                             | 29 жовтня 2022, Донецька область                                                                                    |
| 244  | Штурма Віктор Іванович               | 18 вересня 1974, с. Дністрове, Чортківський район                                         | 29 жовтня 2022, Донецька область                                                                                    |
| 245  | Волчастий Володимир Миколайович      | 14 вересня 1980, с. Плотича, Тернопільський район                                         | 30 жовтня 2022, Донецька область                                                                                    |
| 246  | Гайдуцький Сергій Михайлович         | 26 серпня 1987, м. Тернопіль                                                              | 2? жовтня 2022 |
| 247  | Балагуда Сергій Юрійович             | 3 серпня 1979, с. Цеценівка, Кременецький район                                           | 28 жовтня 2022, район м. Краматорськ, Донецька область                                                              |
| 248  | Матевощук Володимир Миколайович      | 10 червня 1980, с. Мізюринці, Кременецький район                                          | 29 жовтня 2022, біля н. п. Павлівка, Донецька область                                                               |
| 249  | Телька Володимир Володимирович       | ?, с. Колодрібка, Чортківський район                                                      | 30 жовтня 2022, Донецька область                                                                                    |
| 250  | Валіон Роман Михайлович              | 6 березня 1971, м. Скалат, Тернопільський район                                           | жовтень 2022 |
| 251  | Ліщина Ігор Ярославович              | 6 жовтня 1980, м. Копичинці, Чортківський район                                           | 12 листопада 2022, Донецька область                                                                                 |
| 252  | Кюз Максим Олегович                  | 16 березня 1993                                                                           | листопад 2022 |
| 253  | Карп'юк Олександр Володимирович      | 31 березня 1987, с. Горинка, Кременецький район                                           | 2 листопада 2022 |
| 254  | Ушкевич Андрій Володимирович         | 19 червня 1986, с. Озерна, Тернопільський район                                           | 3 листопада 2022, на межі Харківської і Луганської областей                                                         |
| 255  | Промович Віталій Ігорович            | 14 червня 1990, смт Підволочиськ, Тернопільський район                                    | 3 листопада 2022 |
| 256  | Лісовий Петро Романович              | 22 квітня 1980, с. Біла, Чортківський район                                               | 5 листопада 2022, біля н. п. Спірне, Донецька область                                                               |
| 257  | Самбір Тарас Григорович              | 6 лютого 1992, м. Скалат, Тернопільський район                                            | листопад 2022 |
| 258  | Жила Михайло Матвійович              | 15 листопада 1973, с. Баворів, Тернопільський район                                       | 10 листопада 2022, біля м. Вугледар, Донецька область                                                               |
| 259  | Кривенко Віталій Валерійович         | 3 вересня 1997, с. Матвіївці, Кременецький район                                          | 10 листопада 2022, біля н. п. Курдюмівка, Донецька область                                                          |
| 260  | Фурман Микола Віталійович            | 7 березня 1990, с. Матвіївці, Кременецький район                                          | 10 листопада 2022, біля н. п. Курдюмівка, Донецька область                                                          |
| 261  | Пашкевич Іван Михайлович             | 9 березня 1981, с. Глинна, Тернопільський район                                           | 10 листопада 2022                                                                                                   |
| 262  | Хоміцький Михайло Петрович           | 9 червня 1990, с. Струсів, Тернопільський район                                           | 15 листопада 2022, біля м. Бахмут, Донецька область                                                                 |
| 263  | Кулініч Ігор Іванович                | червень 1994, с. Ридомиль, Кременецький район                                             | 16 листопада 2022, біля с. Площанка, Луганська область                                                              |
| 264  | Пасічник Руслан Афанасійович         | 7 червня 1984, с. Молотків, Кременецький район                                            | 17 листопада 2022, біля н. п. Яковлівка, Донецька область                                                           |
| 265  | Тернопільський Микола Васильович     | 31 січня 1998, с. Зелений Гай, Чортківський район                                         | 19 листопада 2022, Запорізький напрямок                                                                             |
| 266  | Щепанівський Іван Михайлович         | 17 червня 1986, с. Скоморохи, Чортківський район                                          | 12 листопада 2022, Луганська область                                                                                |
| 267  | Наумов Віталій Валерійович           | 3 липня 1977                                                                              | 8 листопада 2022, біля с. Водяне, Донецька область                                                                  |
| 268  | Абушенко Дмитро Валерійович          | 11 листопада 1990, с. Хотівка, Кременецький район                                         | 16 листопада 2022, біля н.п. Білогорівка, Луганська область                                                         |
| 269  | Якимишин Володимир                   | 30 грудня 1991, с. Висічка, Чортківський район                                            | листопад 2022 |
| 270  | Тутинін Володимир                    | с. Турильче, Чортківський район                                                           | листопад 2022 |
| 271  | Василевський Віктор Анатолійович     | 28 червня 1978, с. Слобідка, Чортківський район                                           | листопад 2022 |
| 272  | Голяш Микола Євгенович               | 9 грудня 1973, с. Олесине, Тернопільський район                                           | листопад 2022, Донецька область                                                                                     |
| 273  | Стефанишин Юрій Юрійович             | 6 грудня 1995, Тернопіль                                                                  | листопад 2022, Донецька область                                                                                     |
| 274  | Коваль Віталій Володимирович         | 25 жовтня 1996, м. Тернопіль                                                              | листопад 2022, Донецька область                                                                                     |
| 275  | Щирба Тарас Михайлович               | 20 липня 1985                                                                             | 29 листопада 2022, біля смт Курдюмівка, Донецька область                                                            |
| 276  | Павлюк Андрій Васильович             | 21 серпня 1994, с. Палашівка, Чортківський район                                          | 22 листопада 2022                                                                                                   |
| 277  | Прокопчук Андрій Анатолійович        | 25 травня 1986, с. Андрушівка, Кременецький район                                         | 27 листопада 2022, біля н.п. Роздолівка, Бахмутський район, Донецька область                                        |
| 278  | Могила Роман Андрійович              | 5 червня 1989, с. Слов'ятин, Тернопільський район                                         | 28 листопада 2022, біля н.п. Авдіївка, Донецька область                                                             |
| 279  | Гавдида Євген Володимирович          | м. Бережани, Тернопільський район                                                         | листопад 2022 |
| 280  | Савіцький Петро                      | с. Біла, Чортківський район                                                               | листопад 2022, біля н.п. Бахмут, Донецька область                                                                   |
| 281  | Бугай Віктор Володимирович           | 17 травня 1976, с. Старе Місто, Тернопільський район                                      | 3 грудня 2022, в районі с. Яковлівка, Донецька область                                                              |
| 282  | Брикайло Михайло Йорданович          | 2 січня 1982, м. Тернопіль                                                                | 4 грудня 2022, Донецька область                                                                                     |
| 283  | Романюк Артур Вікторович             | м. Ланівці, Кременецький район                                                            | 4 грудня 2022, біля с. Яковлівка, Донецька область                                                                  |
| 284  | Кобяков Андрій Юрійович              | 1999, с. Заривинці, Чортківський район                                                    | грудень 2022, біля м. Макіївка, Луганська область                                                                   |
| 285  | Кійонко Роман Казимирович            | 5 червня 1972, с. Горішня Вигнанка, Чортківський район                                    | 9 грудня 2022, біля н.п. Роздолівка, Бахмутський район, Донецька область                                            |
| 286  | Гринчук Віталій Іванович             | 1984, смт Гусятин, Чортківський район                                                     | грудень 2022 |
| 287  | Михно Максим Іванович                | 1988, с. Рохманів, Кременецький район                                                     | 9 грудня 2022, Луганська область                                                                                    |
| 288  | Шоп'як Петро                         | 1984, м. Теребовля, Тернопільський район                                                  | 11 грудня 2022 |
| 289  | Безкоровайний Юрій Васильович        | 1966, с. Печорна, Чортківський район                                                      | 11 грудня 2022, біля н.п. Бахмут, Донецька область                                                                  |
| 290  | Мадараш Володимир Степанович         | 27 травня 1984, смт Гримайлів, Чортківський район                                         | 11 грудня 2022, Бахмутський напрямок                                                                                |
| 291  | Левків Михайло Богданович            | 20 листопада 1985, м. Тернопіль                                                           | 12 грудня 2022, Харківська область                                                                                  |
| 292  | Чілікін Володимир                    | м. Чортків, Чортківський район                                                            | 13 грудня 2022, м. Бахмут, Донецька область                                                                         |
| 293  | Качанов Юрій Вікторович              | 5 квітня 1987, с. Великі Млинівці, Кременецький район                                     | 14 грудня 2022, біля м. Соледар, Донецька область                                                                   |
| 294  | Діваков Олександр Володимирович      | 3 вересня 1982, м. Тернопіль                                                              | грудень 2022 |
| 295  | Коваль Станіслав Мирославович        | 24 липня 1977, с. Угринів, Тернопільський район                                           | 2022 |
| 296  | Біляшевич Олександр Степанович       | 1 квітня 2000, с. Колодне, Тернопільський район                                           | грудень 2022, Донецька область                                                                                      |
| 297  | Невінський Віталій Ігорович          | 26 серпня 1996, Чортківський                                                              | 15 грудня 2022, біля н.п. Підгородне, Донецька область                                                              |
| 298  | Саїк Олег Романович                  | с. Чернелів-Руський, Тернопільський район                                                 | 16 грудня 2022, біля н.п. Червонопопівка, Донецька область                                                          |
| 299  | Собчук Тарас Володимирович           | 15 січня 1998, с. Яструбове, Тернопільський район                                         | 16 грудня 2022, біля н.п. Бахмут, Донецька область                                                                  |
| 300  | Вишньовський Василь Володимирович    | 1997, с. Клювинці, Чортківський район                                                     | 17 грудня 2022, біля н.п. Підгірне, Донецька область                                                                |
| 301  | Данилишин Володимир Володимирович    | 24 лютого 1994, м. Тернопіль                                                              | грудень 2022, Донецька область                                                                                      |
| 302  | Майкович Андрій                      | 20 квітня 1980                                                                            | 18 грудня 2022, біля м. Бахмут, Донецька область                                                                    |
| 303  | Гордзіца Теофіл Миронович            | 1969, с. Носів, Тернопільський район                                                      | 18 грудня 2022, н.п. Бахмут, Донецька область                                                                       |
| 304  | Зубик Олег Володимирович             | 15 серпня 1984, Чортківський район                                                        | 19 грудня 2022, Донецька область                                                                                    |
| 305  | Вовна Іван Михайлович                | 1996, с. Чернилівка, Тернопільський район                                                 | 21 грудня 2022, біля н.п. Водяне, Донецька область                                                                  |
| 306  | Питель Микола Петрович               | 13 лютого 1977, с. Товстолуг, Тернопільський район                                        | 22 грудня 2022, Донецька область                                                                                    |
| 307  | Гвоздик Володимир Богданович         | 26 червня 1981, м. Тернопіль                                                              | 25 грудня 2022, Донецька область                                                                                    |
| 308  | Жарий Володимир Михайлович           | 26 червня 1995, с. Верхняківці, Чортківський район                                        | грудень 2022, біля м. Бахмут, Донецька область                                                                      |
| 309  | Григоращук Іван Іванович             | 13 лютого 1977, смт Мельниця-Подільська, Чортківський район                               | грудень 2022, біля м. Бахмут, Донецька область                                                                      |
| 310  | Томачківський Тарас Ігорович         | 2001, с. Кам'янки, Тернопільський район                                                   | 27 грудня 2022, біля н.п. Кремінна, Донецька область                                                                |
| 311  | Файфурка Богдан Євгенович            | 13 липня 1976, смт Козова, Тернопільський район                                           | 27 грудня 2022, Бахмутський напрямок, Донецька область                                                              |
| 312  | Полиняк Степан Іванович              | 1969, с. Гадинківці, Чортківський район                                                   | грудень 2022, Донецька область                                                                                      |
| 313  | Волошин Руслан Андрійович            | 1992, с. Волосівка, Тернопільський район                                                  | 28 грудня 2022, Куп'янський район, Харківська область                                                               |
| 314  | Ланг Олександр                       | Чортківський район                                                                        | 29 грудня 2022, біля н.п. Гуляйполе, Запорізька область                                                             |
| 315  | Свердлик Роман                       | 1975, с. Сороки, Чортківський район                                                       | 29 грудня 2022 |
| 316  | Бобко Олег Петрович                  | 1995, с. Кути, Кременецький район                                                         | 30 грудня 2022 |
| 317  | Бейла Єгор                           | 23 жовтня 2000, м. Борщів, Чортківський район                                             | 30 грудня 2022 |
| 318  | Антощук Антон Олександрович          | м. Ланівці, Кременецький район                                                            | 31 грудня 2022, біля н.п. Кліщіївка, Донецька область                                                               |
| 2023 |                                      |                                                                                           | |
| 1    | Семенців Григорій Іванович           | 25 березня 2000, с. Малі Загайці, Кременецький район                                      | 3 січня 2023 |
| 2    | Свистула Сергій Ігорович             | 1992, с. Ішків, Тернопільський район                                                      | 3 січня 2023, в районі КПВВ «Майорське», Донецька область                                                           |
| 3    | Гоцуляк Сергій Євгенович (сапер)     | 11 листопада 1980, Хмельницька область                                                    | 4 січня 2023, Ізюмський район, Харківська область                                                                   |
| 4    | Івашків Михайло Ігорович             | с. Остап'є, Тернопільський район                                                          | 4 січня 2023, біля н.п. Бахмут, Донецька область                                                                    |
| 5    | Фик Олег Васильович                  | 28 вересня 1998, смт Козова, Тернопільський район                                         | січень 2023, н.п. Красногорівка, Донецька область                                                                   |
| 6    | Пєсков Анатолій Валерійович          | 15 травня 1993, м. Борщів, Чортківський район                                             | 4 січня 2023, біля н.п. Богоявленка, Донецька область                                                               |
| 7    | Бас Іван Михайлович                  | 31 липня 1973                                                                             | січень 2023 Донецька область                                                                                        |
| 8    | Бутрин Ігор Богданович               | 10 червня 1984, м. Тернопіль                                                              | січень 2023, Донецька область                                                                                       |
| 9    | Остапів Роман Богданович             | 11 червня 1976, с. Мишковичі, Тернопільський район                                        | 9 січня 2023, м. Краматорськ, Донецька область                                                                      |
| 10   | Холява Тарас Павлович                | 29 жовтня 1987                                                                            | 9 січня 2023, м. Краматорськ, Донецька область                                                                      |
| 11   | Харів Артур-Артем Юрійович           | 4 квітня 1996, м. Тернопіль                                                               | січень 2023, Луганська область                                                                                      |
| 12   | Лиховид Олег                         | с. Тустоголови, Тернопільський район                                                      | січень 2023, біля м. Бахмут, Донецька область                                                                       |
| 13   | Дацюк Олександр Іванович             | 1999, с. Вілія, Кременецький район                                                        | 12 січня 2023, біля с. Торське, Донецька область                                                                    |
| 14   | Шептицький Роман                     | смт Підволочиськ, Тернопільський район                                                    | 14 січня 2023, біля смт Опитне, Донецька область                                                                    |
| 15   | Остапчук Сергій Сергійович           | 1973, м. Кременець, Кременецький район                                                    | січень 2023 |
| 16   | Сіреджук Віталій Петрович            | 14 червня 1970, Чортківський район                                                        | 14 січня 2023, м. Бахмут, Донецька область                                                                          |
| 17   | Слободян Андрій Володимирович        | 1978, с. Богданівка, Тернопільський район                                                 | 13 січня 2023, в районі м. Бахмут, Донецька область                                                                 |
| 18   | Кімпінський Володимир Петрович       | с. Жабиня, Тернопільський район                                                           | січень 2023 |
| 19   | Мороз Ярослав Михайлович             | 1972, с. Божиків, Тернопільський район                                                    | 17 січня 2023, біля с. Роздолівка, Донецька область                                                                 |
| 20   | Чухрій Михайло Григорович            | с. Білокриниця, Кременецький район                                                        | 22 січня 2023 |
| 21   | Кокайло Богдан                       | с. Нестерівці, Тернопільський район                                                       | 17 січня 2023, Бахмутський напрямок, Донецька область                                                               |
| 22   | Лутинець Іван Васильович             | 1982, с. Пилипче, Чортківський район                                                      | 2023, біля с. Новоандріївка, Донецька область                                                                       |
| 23   | Харів Артур-Артем Юрійович           | 4 квітня 1996, м. Тернопіль                                                               | 20 січня 2023, біля м. Кремінна, Луганська область                                                                  |
| 24   | Гуртовенко Олександр                 | м. Бучач, Чортківський район                                                              | 22 січня 2023, біля с. Діброва, Луганська область                                                                   |
| 25   | Воробій Володимир Васильович         | 30 липня 1993, м. Бучач, Чортківський район                                               | 25 січня 2023, біля м. Торське, Донецька область                                                                    |
| 26   | Дячук Руслан Михайлович              | 1998, с. Шпиколоси, Кременецький район                                                    | 5 січня 2023, біля с. Ольгівське, Запорізька область                                                                |
| 27   | Стадницький Володимир                | 1982, с. Сороки, Чортківський район                                                       | біля с. Правдине, Херсонська область                                                                                |
| 28   | Прищ Олег Миколайович                | с. Драганівка, Тернопільський район                                                       | 24 січня 2023, біля с. Павлівка, Донецька область                                                                   |
| 29   | Степанюк Віталій Володимирович       | 1986, Кременецький район                                                                  | 27 січня 2023, с. Кузьмине, Луганська область                                                                       |
| 30   | Заблоцький Сергій Тарасович          | 22 листопада 1985, м. Тернопіль                                                           | 25 січня 2023, Донецька область                                                                                     |
| 31   | Дягілев Микола Володимирович         | 1983, с. Борсуки, Кременецький район                                                      | 26 січня 2023, біля н.п. Миколаївка, Донецька область                                                               |
| 32   | Гаврилюк Ігор Євгенович              | 21 квітня 1978                                                                            | 26 січня 2023, Донецька область                                                                                     |
| 33   | Крупський Андрій                     | 1985, с. Кровинка, Тернопільський район                                                   | 28 січня 2023, біля н.п. Павлівка, Донецька область                                                                 |
| 34   | Болотянський Володимир               | 1989, смт Гусятин, Чортківський район                                                     | 24 січня 2023, біля с. Щербаки, Запоріжжя                                                                           |
| 35   | Турчин Андрій                        | с. Хомівка, Тернопільський район                                                          | 27 січня 2023 |
| 36   | Процик Михайло Йосипович             | 12 квітня 1975, м. Тернопіль                                                              | 2023, Донецька область                                                                                              |
| 37   | Капустинський Василь-Яків Григорович | 1 січня 1998, с. Білий Потік, Чортківський район                                          | 2 лютого 2023, м. Кремінна, Луганська область                                                                       |
| 38   | Мороз Іван Іванович                  | 25 січня 1989, с. Постолівка, Чортківський район                                          | 12 січня 2023, біля с. Білогорівка, Луганська область                                                               |
| 39   | Огірок Василь Михайлович             | 10 січня 1994, м. Тернопіль                                                               | 12 січня 2023, Луганська область                                                                                    |
| 40   | Коніцький Назар                      | 2002, м. Тернопіль                                                                        | січень 2023 |
| 41   | Сагадюк Петро Ігорович               | 22 лютого 1984, м. Ланівці, Кременецький район                                            | 7 лютого 2022, біля с. Ступочки, Донецька область                                                                   |
| 42   | Марусяк Ярослав Григорович           | 1976, с. Трибухівці, Чортківський район                                                   | 5 лютого 2023, м. Красногорівка, Донецька область                                                                   |
| 43   | Мяковський Віталій                   | м. Чортків, Чортківський район                                                            | 5 лютого 2023, біля смт Новоселівка, Донецька область                                                               |
| 44   | Полянський Іван Володимирович        | м. Копичинці, Чортківський район                                                          | лютий 2023, біля смт Новоселівка, Донецька область                                                                  |
| 45   | Юрчук Микола Михайлович              | 1979, м. Шумськ, Кременецький район                                                       | 5 лютого 2023 |
| 46   | Сушанин Василь Іванович              | 1977, с. Пилипче, Чортківський район                                                      | 7 лютого 2023, біля смт Новоселівка, Донецька область                                                               |
| 47   | Підборочинський Юрій                 | 1993, с. Кобиловолоки, Тернопільський район                                               | 5 лютого 2023, біля смт Новоселівка, Донецька область                                                               |
| 48   | Шимків Назарій Петрович              | 17 лютого 1991, м. Тернопіль                                                              | 9 лютого 2023, Донецька область                                                                                     |
| 49   | Малітовський Володимир Васильович    | с. Іване-Золоте, Чортківський район                                                       | 11 лютого 2023, район с. Греківка, Луганська область                                                                |
| 50   | Бучинський Володимир Франкович       | с. Яблунів, Чортківський район                                                            | лютий 2023, Донецька область                                                                                        |
| 51   | Кірчик Максим Володимирович          | 1990, м. Кременець, Кременецький район                                                    | 13 лютого 2023, біля с. Залізнянське, Донецька область                                                              |
| 52   | Кузик Павло                          | 1972, м. Теребовля, Тернопільський район                                                  | лютий 2023 |
| 53   | Похилінський Олег Володимирович      | 1992, с. Шимківці, Тернопільський район                                                   | лютий 2023, біля с. Терни, Донецька область                                                                         |
| 54   | Кравчук Віталій Олегович             | м. Ланівці, Кременецький район                                                            | 13 лютого 2023, біля с. Білoгoрівка, Дoнецька oбласть                                                               |
| 55   | Акінжели Богдан Олегович             | 1 вересня 1993                                                                            | лютий 2023, Луганська область                                                                                       |
| 56   | Вівчарик Руслан Павлович             | 23 травня 1973, с. Шманьківчики, Чортківський район                                       | 12 лютого 2023, біля с. Білогорівка, Донецька область                                                               |
| 57   | Хорощак Сергій Михайлович            | 1 вересня 1981, м. Тернопіль                                                              | 13 лютого 2023, Харківська область                                                                                  |
| 58   | Мельниченко Віктор Юрійович          | 25 березня 1980, м. Тернопіль                                                             | 13 лютого 2023, біля м. Бахмут, Донецька область                                                                    |
| 59   | Іваніцький Іван Васильович           | 1992, с. Дністрове, Чортківський район                                                    | 16 лютого 2023 |
| 60   | Божок Андрій Михайлович              | 26 грудня 1988, м. Тернопіль                                                              | лютий 2023, Донецька область                                                                                        |
| 61   | Юрків Андрій Миколайович             | 22 жовтня 1980, с. Дарахів, Тернопільський район                                          | 17 лютого 2023 |
| 62   | Валькірний Василь Ярославович        | 6 жовтня 1983, с. Полупанівка, Тернопільський район                                       | лютий 2023 |
| 63   | Мельник Дмитро Петрович              | 8 листопада 1979, с. Серетець, Тернопільський район                                       | 15 лютого 2023, Харківська область                                                                                  |
| 64   | Гуменний Дмитро Васильович           | 9 листопада 1983, с. Гермаківка, Чортківський район                                       | 16 лютого 2023, Луганська область                                                                                   |
| 65   | Огінський Дмитро Іванович            | 6 листопада 1978, с. Вікторівка, Тернопільський район                                     | 15 лютого 2023, Харківська область                                                                                  |
| 66   | Покітко Богдан Іванович              | 16 січня 1990, м. Тернопіль                                                               | 16 лютого 2023, Донецька область                                                                                    |
| 67   | Палій Микола Григорович              | 26 липня 1976, с. Малі Дедеркали, Тернопільський район                                    | 14 лютого 2023, біля с. Водяне, Донецька область                                                                    |
| 68   | Бабінець Василь Богданович           | 30 серпня 1980, смт Товсте, Чортківський район                                            | 14 лютого 2023, біля с. Золотарівка, Луганська область                                                              |
| 69   | Піхура Андрій Степанович             | 18 липня 1992, с. Нараїв, Тернопільський район                                            | 16 лютого 2023, біля с. Роздолівкa, Донецька область                                                                |
| 70   | Бучинський Володимир Франкович       | 1982, с. Яблунів, Чортківський район                                                      | лютий 2023, Донецька область                                                                                        |
| 71   | Волошин Олег Павлович                | 1978, с. Ліски, Тернопільський район                                                      | 17 лютого 2023, біля с. Роздолівкa, Донецька область                                                                |
| 72   | Сторожев Юрій Олексійович            | м. Теребовля, Тернопільський район                                                        | 17 лютого 2023, біля с. Кремінна, Луганська область                                                                 |
| 73   | Сержант Михайло Русланович           | 19 травня 2002, с. Панівці, Чортківський район                                            | 20 лютого 2023, біля с. Мала Токмачка, Запоріжжя                                                                    |
| 74   | Поліщук Віталій Миколайович          | 1986, Кременецький район                                                                  | 20 лютого 2023, в районі с. Білогорівка, Донецька область                                                           |
| 75   | Томаєр Андрій Ярославович            | 1973, с. Посухів, Тернопільський район                                                    | 20 лютого 2023 |
| 76   | Бутенко Сергій Сергійович            | 1978, м. Шумськ, Кременецький район                                                       | 21 лютого 2023, в районі с. Берестове, Донецька область                                                             |
| 77   | Воляницький Юрій Лук'янович          | 1976, с. Лози, Кременецький район                                                         | 25 лютого 2023, біля с. Федорівка, Донецька область                                                                 |
| 78   | Пилипів Василь Іванович              | 1982, м. Копичинці, Чортківський район                                                    | лютий 2023, біля м. Бахмут, Донецька область                                                                        |
| 79   | Шаблій Василь Володимирович          | 15 лютий 1977, с. Нестерівці, Тернопільський район                                        | 16 лютий 2023, біля м. Бахмут, Донецька область                                                                     |
| 80   | Кущей Олександр Миколайович          | 1994, с. Голотки, Тернопільський район                                                    | 16 лютого 2023, Донецька область                                                                                    |
| 81   | Горак Євген Ігорович                 | 28 лютого 1989, м. Теребовля, Тернопільський район                                        | 16 лютого 2023, Луганська область                                                                                   |
| 82   | Сагайдак Олег Ігорович               | 22 липня 1982, м. Тернопіль                                                               | лютий 2023, Харківська область                                                                                      |
| 83   | Король Сергій Володимирович          | 1 жовтня 1970, м. Тернопіль                                                               | 23 лютого 2023, біля м. Куп'янcьк, Харківська область                                                               |
| 84   | Бугайський Павло Віталійович         | 5 серпня 1994, м. Тернопіль                                                               | лютий 2023, Донецька область                                                                                        |
| 85   | Тонкошкур Олександр Олександрович    | 1988, м. Костянтинівка, Донецька область                                                  | лютий 2023, в районі м. Бахмут, Донецька область                                                                    |
| 86   | Федчук Олег Миколайович              | 22 червня 1978, с. Теофіпілка, Тернопільський район                                       | 25 лютого 2023, м. Бахмут, Донецька область                                                                         |
| 87   | Ставничний Олег Степанович           | 1990, с. Мала Лука, Чортківський район                                                    | 25 лютого 2023, біля м. Вугледар, Донецька область                                                                  |
| 88   | Ухман Тарас Тадейович                | 27 січня 1977, с. Вільховець, Тернопільський район                                        | 28 лютого 2023, біля с. Федорівка, Донецька область                                                                 |
| 89   | Басюк Юрій Андрійович                | 14 червня 2000, м. Збараж, Тернопільський район                                           | 28 лютого 2023, біля с. Спірне, Донецька область                                                                    |
| 90   | Огірок Василь Богданович             | 6 січня 1980, с. Папірня, Чортківський район                                              | лютий 2023 |
| 91   | Мудрик Тарас Васильович              | 8 березня 1985, м. Тернопіль                                                              | 23 лютого 2023, м. Бахмут, Донецька область                                                                         |
| 92   | Гема Ігор Богданович                 | 1971, смт Підволочиськ, Тернопільський район                                              | 3 березня 2023, Донецька область                                                                                    |
| 93   | Зазуляк Василь Павлович              | 8 вересня 1989, с. Настасів, Тернопільський район                                         | 4 березня 2023, с. Федорівка, Донецька область                                                                      |
| 94   | Шафранський Анатолій Михайлович      | м. Скалат, Тернопільський район                                                           | березень 2023 |
| 95   | Коменярський Тарас Григорович        | 17 листопада 1973, с. Горинка, Кременецький район                                         | 1 березня 2023, біля с. Білогорівка, Донецька область                                                               |
| 96   | Бойчук Микола Ярославович            | 1990, м. Борщів, Чортківський район                                                       | 2023, в районі с. Павлівка, Донецька область                                                                        |
| 97   | Лисий Іван Омелянович                | 4 липня 1975, с. Доброполе, Чортківський район                                            | 3 березня 2023, в районі м. Бахмут, Донецька область                                                                |
| 98   | Степанкевич Олександр Тарасович      | 5 жовтня 1971, м. Тернопіль                                                               | 3 березня 2023, с. Ольгівське, Запорізька область                                                                   |
| 99   | Бойко Василь Степанович              | с. Малий Кунинець, Кременецький район                                                     | 7 березня 2023, біля м. Авдіївка, Донецька область                                                                  |
| 100  | Мороз Іван Михайлович                | м. Заліщики, Чортківський район                                                           | 9 березня 2023, с. Листівка, Запорізька область                                                                     |
| 101  | Штокало Олег Миронович               | 1979, с. Озерна, Тернопільський район                                                     | 9 березня 2023, в районі м. Бахмут, Донецька область                                                                |
| 102  | Малкуш Сергій Мирославович ?         | 20.10.1982, м. Збараж, Тернопільський район                                               | 10 березня 2023, біля с. Кремінна, Луганська область; 95-та окрема десантно-штурмова бригада. Похований в м. Збараж |
| 103  | Корчемний Роман Олександрович        | 9 серпня 2003, с. Стіжок, Кременецький район                                              | 11 березня 2023, біля с. Білогорівка, Донецька область                                                              |
| 104  | Мищишин Роман Мирославович           | 14 червня 1996, с. Жуків, Тернопільський район                                            | 13 березня 2023, Донецька область                                                                                   |
| 105  | Бондарук Михайло Ілліч               | 1983, с. Боложівка, Кременецький район                                                    | 1 березня 2023, Луганська область                                                                                   |
| 106  | Макух Руслан Васильович              | с. Городок, Чортківський район                                                            | 4 березня 2023, біля с. Сєверне, Донецька область                                                                   |
| 107  | Дробоцький Олег Ігорович             | 29 жовтня 1996, с. Вербовець, Кременецький район                                          | 6 березня 2023, біля с. Оріхово-Василівка, Донецька область                                                         |
| 108  | Чорний Володимир Миколайович         | 1978, с. Андруга, Кременецький район                                                      | 2023 |
| 109  | Рожик Ігор                           | 2 травня 1989, с. Зелене, Чортківський район                                              | 12 березня 2023 |
| 110  | Данилюк Валерій Васильович           | 10 травня 1984, м. Тернопіль                                                              | 2023, в районі м. Бахмут, Донецька область                                                                          |
| 111  | Чілікін Сергій                       | 28 січня 1974, м. Чортків, Чортківський район                                             | березень 2023, біля с. Білогорівка, Луганська область                                                               |
| 112  | Шевчук Василь Володимирович          | м. Хоростків, Чортківський район                                                          | березень 2023, м. Бахмут, Донецька область                                                                          |
| 113  | Штремпел Йосип Гийзович              | 26 вересня 1972, м. Тернопіль                                                             | березень 2023, Луганська область                                                                                    |
| 114  | Чудик Павло                          | 1999, с. Гадинківці, Чортківський район                                                   | 10 березня 2023, біля м. Білогорівка, Луганська область                                                             |
| 115  | Пришляк Ігор Ярославович             | 1987, с. Біла, Тернопільський район                                                       | 10 березня 2023, в районі м. Бахмут, Донецька область                                                               |
| 116  | Німко Віталій Вoлoдимиpoвич          | Тернопільський район                                                                      | березень 2023, Бахмутський напрямок, Донецька область                                                               |
| 117  | Шиманський Михайло                   | смт Козова, Тернопільський район                                                          | березень 2023 |
| 118  | Холоднюк Руслан Омельянович          | 1975, с. Білобожниця, Чортківський район                                                  | 11 березня 2023, Луганська область                                                                                  |
| 119  | Шпікула Михайло Михайлович           | 30 серпня 1984, с. Покропивна, Тернопільський район                                       | 18 березня 2023, під м. Білогорівка, Донецька область                                                               |
| 120  | Липовий Вадим Петрович               | 1976, м. Шумськ, Кременецький район                                                       | 18 березня 2023, біля с. Оріхово-Василівка, Донецька область                                                        |
| 121  | Рибальський Віталій Григорович       | 14 червня 1977, м. Тернопіль                                                              | 20 березня 2023, Донецька область                                                                                   |
| 122  | Єрьомін Олександр                    | 1981, с. Карначівка, Тернопільський район                                                 | 21 березня 2022, біля с. Преображнка, Запорізька область                                                            |
| 123  | Гинда Валерій Васильович             | 9 листопада 1997, м. Тернопіль                                                            | 23 березня 2023, Донецька область                                                                                   |
| 124  | Синишин Іван Євгенович               | 1990, с. Голгоча, Тернопільський район                                                    | 23 березня 2023, біля м. Вугледар, Донецька область                                                                 |
| 125  | Николин Василь                       | 1965, с. Чехів, Чортківський район                                                        | 24 березня 2023, в районі м. Білогорівка, Донецька область                                                          |
| 126  | Чечик Дмитро Ігорович                | 1994, с. Ходаки, Кременецький район                                                       | 24 березня 2023 |
| 127  | Юрчишин Микола Михайлович            | 1998, м. Ланівці, Кременецький район                                                      | 26 березня 2023, біля Новобахмутівки, Донецька область                                                              |
| 128  | Наконечний Василь Михайлович         | 20.05.1975, с. Лучка, Тернопільський район                                                | 27 березня 2023, Донецька область                                                                                   |
| 129  | Деревенчук Микола Богданович         | 1983, с. Олексинці, Чортківський район                                                    | березень 2023 |
| 130  | Сусленко Віталій Сергійович          | 21 січня 1980, м. Тернопіль                                                               | березень 2023, Луганська область                                                                                    |
| 131  | Мізь Сергій                          | с. Волосівка, Тернопільський район                                                        | березень 2023 |
| 132  | Кімеле Іван Володимирович            | 30 квітня 1986, с. Устечко, Чортківський район                                            | березень 2023 |
| 133  | Антошків Іван Васильович             | м. Збараж, Тернопільський район                                                           | березень 2023, біля Богданівки, Донецька область                                                                    |
| 134  | Якимчук Сергій Вікторович            | 7 травня 1988, с. Староміщина, Тернопільський район                                       | 2 квітня 2023, біля с. Іванівське, Бахмутський район, Донецька область                                              |
| 135  | Сидорак Михайло Богданович           | 8 квітня 1981, м. Тернопіль                                                               | 2 квітня 2023, Донецька область                                                                                     |
| 136  | Богатерчук Юрій Васильович           | 3 травня 1964, с. Цвітова, Чортківський район                                             | квітень 2023 |
| 137  | Жебелюк Ярослав Петрович             | 1992, м. Хоростків, Чортківський район                                                    | квітень 2023 |
| 138  | Дедьо Іван Михайлович                | 2 червня 1981, м. Теребовля, Тернопільський район                                         | 7 квітня 2023, м. Слов'янськ, Донецька область                                                                      |
| 139  | Луц Михайло Петрович                 | 1979, Тернопільський район                                                                | 8 квітня 2023, Донецька область                                                                                     |
| 140  | Савчук Григорій Ярославович          | 1985, с. Горошова, Чортківський район                                                     | 9 квітня 2023, біля м. Авдіївка, Донецька область                                                                   |
| 141  | Мозіль Андрій Володимирович          | 24 вересня 1992, м. Тернопіль                                                             | 10 квітня 2023, Роздолівка, Донецька область                                                                        |
| 142  | Заверуха Віталій Степанович          | 28 травня 1984. м. Тернопіль                                                              | 11 квітня 2023, Херсонська область                                                                                  |
| 143  | Яцентюк Андрій Петрович              | 1980, с. Матвіївці, Кременецький район                                                    | 12 квітня 2023, біля Іванівки, Харківська область                                                                   |
| 144  | Рогацький Віталій Володимирович      | 1977, с. Дуплиська, Чортківський район                                                    | 12 квітня 2023, с. Білогорівка, Луганська область                                                                   |
| 145  | Батовський Дмитро Михайлович         | 24 березня 1984, с. Білокриниця, Кременецький район                                       | 13 квітня 2023 |
| 146  | Підгородецький Євген Йосипович       | 1968, c. Михайлівка, Чортківський район                                                   | 14 квітня 2023 |
| 147  | Танчак Андрiй Івaнoвич               | 1981, Тернопільський район                                                                | 15 квітня 2023, Донецька область                                                                                    |
| 148  | Ткачук Микола Іванович               | 28 квітня 1971 с. Передмірка, Кременецький район                                          | 15 квітня 2023, в районі м. Бахмут, Донецька область                                                                |
| 149  | Дидак Ігор Йосипович                 | с. Давидківці, Чортківський район                                                         | квітень 2023 |
| 150  | Казмірчук Валерій Феофанович         | 10 листопада 1965, с. Юськівці, Кременецький район                                        | квітень 2023, біля м. Костянтинівка, Донецька область                                                               |
| 151  | Барна Олег Степанович                | 18 квітня 1967, с. Нагірянка, Чортківський район                                          | 17 квітня 2023, с. Павлівка, Донецька область                                                                       |
| 152  | Дорохов Валерій Валерійович          | 21 червня 1991                                                                            | квітень 2023 |
| 153  | Побігун Ігор Михайлович              | 1990, м. Чортків, Чортківський район                                                      | 17 квітня 2023, в районі с. Павлівка, Донецька область                                                              |
| 154  | Гурмус Богдан Іванович               | 1976, с. Садки, Чортківський район                                                        | 17 квітня 2023, біля с. Павлівка, Донецька область                                                                  |
| 155  | Митулинський Іван Зіновійович        | 24 січня 1984, с. Велика Лука, Тернопільський район                                       | 17 квітня 2023, Луганська область                                                                                   |
| 156  | Сидір Мирослав Мар'янович            | 5 квітня 1982, м. Тернопіль                                                               | 17 квітня 2023 |
| 157  | Карпінський Богдан Андрійович        | 1970, с. Біла, Чортківський район                                                         | 18 квітня 2023, с. Білогорівка, Луганська область                                                                   |
| 158  | Литвин Роман Євгенович               | 2 серпня 1996, м. Тернопіль                                                               | 21 квітня 2023, Донецька область                                                                                    |
| 159  | Матлашевський Павло Борисович        | 1 травня 1979                                                                             | 23 квітня 2023, район с. Ольгівське, Запорізька область                                                             |
| 160  | Скоблін Андрій Анатолійович          | 7 листопада 1982, м. Чортків, Чортківський район                                          | 24 квітня 2023, м. Бахмут, Донецька область                                                                         |
| 161  | Почигайло Руслан Ігорович            | 3 лютого 1976, с. Боків, Тернопільський район                                             | 30 квітня 2023, Донецька область                                                                                    |
| 162  | Марценюк Андрій Вікторович           | 1981, Кременецький район                                                                  | квітень 2023 |
| 163  | Сидор Михайло Зіновійович            | 1982, с. Загір'я, Тернопільський район                                                    | район н. п. Павлівка, Донецька область                                                                              |
| 164  | Мазурок Віталій Сергійович           | 1985, с. Богдaнiвкa, Кременецький район                                                   | 3 травня 2023, Донецька область                                                                                     |
| 165  | Корчак Ігор Геннадійович             | 1983, м. Зборів, Тернопільський район                                                     | 4 травня 2023, біля м. Авдіївка, Донецька область                                                                   |
| 166  | Швець Ярослав Степанович             | 1993, с. Літовище, Кременецький район                                                     | 5 травня 2023, Донецька область                                                                                     |
| 167  | Вітів Володимир Петрович             | 30 січня 1979, с. Росохач, Чортківський район                                             | 5 травня 2023, біля н. п. Білогорівка, Луганська область                                                            |
| 168  | Будівський Степан Миколайович        | 9 січня 1997, м. Теребовля, Тернопільський район                                          | 5 травня 2023, район смт Нью-Йорк, Донецька область                                                                 |
| 169  | Теслюк Михайло Іванович              | 21 листопада 2001, с. Глибочок, Чортківський район                                        | 6 травня 2023, біля н. п. Іванівське, Донецька область                                                              |
| 170  | Яцюк Іван Миколайович                | 20 травня 1991, с. Шкроботівка, Кременецький район                                        | 7 травня 2023, район с. Спірне, Донецька область                                                                    |
| 171  | Ткач Ярослав Васильович              | 12 серпня 1988, с. Шупарка, Чортківський район                                            | 7 травня 2023, біля м. Бахмут, Донецька область                                                                     |
| 172  | Бачинський Юрій Петрович             | 11 листопада 1976, м. Тернопіль                                                           | 8 травня 2023, м. Часів Яр, Донецька область                                                                        |
| 173  | Панасюк Андрій Петрович              | 1991, с. Залісці, Кременецький район                                                      | 9 травня 2023, район н. п. Спірне, Донецька область                                                                 |
| 174  | Івась Михайло Ярославович            | 29 березня 2002, м. Тернопіль                                                             | 11 травня 2023, Донецька область                                                                                    |
| 175  | Ваврикович Микола Іванович           | 19 грудня 1971. с. Вишнівчик, Тернопільський район                                        | травень 2023, Донецька область                                                                                      |
| 176  | Солтис Іван Мирославович             | 1973, м. Підгайці, Тернопільський район                                                   | травень 2023, Донецька область                                                                                      |
| 177  | Федин Ігор Петрович                  |                                                                                           | травень 2023 |
| 178  | Клепчик Віктор Степанович            |                                                                                           | травень 2023 |
| 179  | Хмурич Андрій                        | 1995, м. Підгайці, Тернопільський район                                                   | травень 2023 |
| 180  | Сухий Володимир Іванович             | 29 липня 1987, Калинівщина, Чортківський район                                            | травень 2023, Бахмутський напрямок, Донецька область                                                                |
| 181  | Штипула Валерій Степанович           | 10 січня 1972, смт Коропець, Чортківський район                                           | травень 2023 |
| 182  | Мричко Роман Романович               | 19 лютого 1988, с. Баворів, Тернопільський район                                          | травень 2023 |
| 183  | Соломон Андрій Вікторович            | 9 грудня 1986, м. Тернопіль                                                               | 13 травня 2023, Донецька область                                                                                    |
| 184  | Галасіс Петро Петрович               | 1987, с. Постолівка, Чортківський район                                                   | 13 травня 2023, район н. п. Мхи, Чернігівська область                                                               |
| 185  | Рошко Василь Романович               | 1992, с. Гуштинка, Чортківський район                                                     | 14 травня 2023 |
| 186  | Штик Валерій                         | 5 червня 1977, с. Плебанівка, Тернопільський район                                        | 15 травня 2023, с. Григорівка, Донецька область                                                                     |
| 187  | Пісецький Руслан Миколайович         | 1987, смт Скала-Подільська, Чортківський район                                            | 16 травня 2023 |
| 188  | Крулевський Валентин Богданович      | 24 березня 1977 м. Тернопіль                                                              | 17 травня 2023, с. Масютівка, Харківська область                                                                    |
| 189  | Сидяга Ігор Михайлович               | 28 листопада 1972, смт Великі Бірки, Тернопільський район                                 | 18 травня 2023, м. Лиман, Донецька область                                                                          |
| 190  | Миклин Володимир Васильович          | 1979, с. Токи, Тернопільський район                                                       | 2023, Луганська область                                                                                             |
| 191  | Марцінів Михайло Петрович            | 5 лютого 1964, м. Борщів, Чортківський район                                              | 22 травня 2023, м. Коростишів, Житомирська область                                                                  |
| 192  | Коваль Анатолій Володимирович        | 3 жовтня 1970, с. Галущинці, Тернопільський район                                         | 23 травня 2023, біля м. Авдіївка, Донецька область                                                                  |
| 193  | Грабовський Василь                   | 1993, с. Синягівка, Тернопільський район                                                  | 23 травня 2023, біля н. п. Кремінна, Луганська область                                                              |
| 194  | Захарків Олександр Ярославович       | 2 лютого 1983, м. Тернопіль                                                               | 25 травня 2023, біля м. Куп'янськ, Харківська область                                                               |
| 195  | Стахів Олег Геннадійович             | 24 липня 1982, с. Яцківці, Тернопільський район                                           | 28 травня 2023 |
| 196  | Божко Андрій Володимирович           | 10 березня 1985, с. Піщане, Тернопільський район                                          | 1 червня 2023, біля м. Часів Яр, Донецька область                                                                   |
| 197  | Цюра Степан Володимирович            | 23 вересня 1982                                                                           | 2 червня 2023, Донецька область                                                                                     |
| 198  | Дунай Сергій Георгійович             | с. Карчанівка, Тернопільський район                                                       | 4 червня 2023, Луганська область                                                                                    |
| 199  | Геремей Олег Борисович               | 15 квітня 1972, смт Велика Березовиця, Тернопільський район                               | 5 червня 2023, Волноваський район, Донецька область                                                                 |
| 200  | Кукуруза Володимир Васильович        | 20 липня 1995, с. Федьківці, Кременецький район                                           | 5 червня 2023, Донецька область                                                                                     |
|      | Арабський Володимир Богданович       | 18 вересня 1972, с. Великі Кусківці, Кременецький район                                   | 6 червня 2023 |
|      | Наконечний Володимир Іванович        | 1 жовтня 1968, с. Стриївка, Тернопільський район                                          | 4 червня 2023, район с. Кліщіївка, Донецька область                                                                 |
|      | Твардовський Юрій Михайлович         | 1992, с. Кам'янки, Тернопільський район                                                   | 7 червня 2023, Запорізька область                                                                                   |
|      | Мороз Сергій Миколайович             | 1981, с. Волиця, Кременецький район                                                       | 8 червня 2023, біля с. Мала Токмачка, Запорізька область                                                            |
|      | Миронів Роман Захарович              | 1980, с. Горошова, Чортківський район                                                     | 8 червня 2023 |
|      | Прокопів Іван Павлович               | 1989, с. Сновидів, Чортківський район                                                     | 8 червня 2023, Роздільне, Донецька область                                                                          |
|      | Сопіга Руслан Олександрович          | 13 березня 1973, c. Залісці, Кременецький район                                           | 9 червня 2023, біля с. Благодатне, Донецька область                                                                 |
|      | Шипітко Ігор Анатолійович            | 2001, с. Зозулинці, Чортківський район                                                    | 10 червня 2023, район с. Новоданилівка, Запорізька область                                                          |
|      | Бобик Володимир Ярославович          | 1993, с. Хлопівка, Чортківський район                                                     | 10 червня 2023, Донецька область                                                                                    |
|      | Вінницький Михайло Володимирович     | 1 травня 1992, с. Романівка, Тернопільський район                                         | 10 червня 2023, район н. п. Іванівське, Донецька область                                                            |
|      | Кузнецов Денис Анатолійович          | 30 жовтня 1977, м. Тернопіль                                                              | 10 червня 2023, Запорізька область                                                                                  |
|      | Романов Сергій Володимирович         | 1988, с. Котівка, Чортківський район                                                      | 11 червня 2023, біля с. Новомихайлівка, Донецька область                                                            |
|      | Леськів Сергій Богданович            | 22 липня 1973, с. Кам'янки, Тернопільський район                                          | 11 червня 2023 |
|      | Герасімов Анатолій                   | с. Заруддя, Тернопільський район                                                          | 12 червня 2023, Донецька область                                                                                    |
|      | Хвала Олександр Іванович             | 1983, Чортківський район                                                                  | 12 червня 2023, район с. Левадне, Запорізька область                                                                |
|      | Кожушко Юрій Орестович               | 1983, м. Бучач, Чортківський район                                                        | 12 червня 2023, район с. Мала Токмачка, Запорізька область                                                          |
|      | Сливка Владислав Іванович            | 10 травня 2000, с. Кривче, Чортківський район                                             | 13 червня 2023, н. п. Берестове, Донецька область                                                                   |
|      | Гладчук Ігор Богданович              | 27 вересня 1983, с. Криве, Тернопільський район                                           | 13 червня 2023, біля м. Бахмут, Донецька область                                                                    |
|      | Єднак Тарас                          | 1995, м. Бучач, Чортківський район                                                        | 13 червня 2023, район с. Білогорівка, Луганська область                                                             |
|      | Соловей Василь Володимирович         | 12 січня 1977, с. Великі Загайці, Кременецький район                                      | 15 червня 2023, біля смт Ямпіль, Донецька область                                                                   |
|      | Горбатюк Валерій Васильович          | 1969, с. Літовище, Кременецький район                                                     | 15 червня 2023, район м. Авдіївка, Донецька область                                                                 |
|      | Гуцало Олeкcaндр Іванович            | 4 березня 1999, c. Вeликi Куcкiвцi, Кременецький район                                    | 15 червня 2023, Запорізька область                                                                                  |
|      | Кривко Віктор Петрович               | 13 вересня 1977, с. Теофіпілка, Тернопільський район                                      | 15 червня 2023, Запорізький напрямок                                                                                |
|      | Хомка (Куштинець) Олег Васильович    | 1973, с. Богданівка, Тернопільський район                                                 | 15 червня 2023, Донецька область                                                                                    |
|      | Денисюк Володимир Петрович           | 13 травня 1992, с. Чайчинці, Кременецький район                                           | 16 червня 2023, район н. п. Мала Токмачка, Запорізька область                                                       |
|      | Прокопишин Ярослав Михайлович        | 20 лютого 1995, с. Ріпинці, Чортківський район                                            | 16 червня 2023, біля с. Левадне, Запорізька область                                                                 |
|      | Чорний Сергій Ігорович               | 7 березня 1994, с. Буцики, Чортківський район                                             | 17 червня 2023, біля с. Благодатне, Донецька область                                                                |
|      | Гуцало Олександр Іванович            | 4 березня 1999, с. Великі Кусківці, Кременецький район                                    | 17 червня 2023, район с. Левадне, Запорізька область                                                                |
|      | Матлак Назар Тарасович               | 9 серпня 1991, м. Борщів, Тернопільська область                                           | 18 червня 2023 |
|      | Машта Юрій Ростиславович             | 7 грудня 1986, с. Синівці, Кременецький район                                             | 18 червня 2023, район н. п. Новомихайлівка, Донецька область                                                        |
|      | Нагребецький Богдан Григорович       | 2 травня 1991, с. Йосипівка, Тернопільський район                                         | 18 червня 2023, Донецька область                                                                                    |
|      | Бобик Ігор Романович                 | 1979, с. Мишків, Чортківський район                                                       | 19 червня 2023, Донецька область                                                                                    |
|      | Бублик Ігор                          | 1985, м. Чортків, Чортківський район                                                      | 19 червня 2023, біля м. Кремінна, Луганська область                                                                 |
|      | Баранець Валерій Миколайович         | 25 травня 1977, смт Козлів, Тернопільський район                                          | 19 червня 2023, біля с. Діброва, Луганська область                                                                  |
|      | Кочелаба Дмитро Ігорович             | 9 липня 1985                                                                              | 20 червня 2023, Харківська область                                                                                  |
|      | Батовський Володимир Уліянович       | 27 липня 1996, с. Білозірка, Кременецький район                                           | 21 червня 2023, Бахмутський район, Донецька область                                                                 |
|      | Петришин Михайло Іванович            | 23 листопада 1991, Тернопільський район                                                   | 22 червня 2023, Донецька область                                                                                    |
|      | Осолінський Олег                     | 1994, с. Чумалі, Тернопільський район                                                     | 22 червня 2023, біля с. Макарівка, Донецька область                                                                 |
|      | Скіра Роман Іванович                 | 13 серпня 1976                                                                            | 24 червня 2023, Донецька область                                                                                    |
|      | Комосій Юрій Михайлович              | 1982, с. Іванків, Чортківський район                                                      | 24 червня 2023 |
|      | Іванчук Василь Сергійович            | 4 серпня 1995, с. Нападівка, Кременецький район                                           | 24 червня 2023, район с. Затишшя, Запорізька область                                                                |
|      | Янів Володимир Сергійович            | 12 серпня 1990, м. Кременець, Кременецький район                                          | 25 червня 2023, Донецька область                                                                                    |
|      | Герасимів Руслан Миколайович         | Тернопільський район                                                                      | 26 червня 2023, Донецька область                                                                                    |
|      | Яловий Олександр Іванович            | 1972, смт Скала-Подільська, Чортківський район                                            | 226 червня 2023, район н. п. Павлівка, Донецька область                                                             |
|      | Лазарев Ігор Миколайович             | 1987, с. Дорофіївка, Тернопільський район                                                 | 26 червня 2023, Донецька область                                                                                    |
|      | Майборода Олександр Володимирович    | 4 жовтня 1984, м. Кременець, Кременецький район                                           | 26 червня 2023, Донецька область                                                                                    |
|      | Сав'юк Володимир Миронович           | 1981, с. Устя, Чортківський район                                                         | 27 червня 2023 |
|      | Кулецький Андрій Миколайович         | 1986, смт Велика Березовиця, Тернопільський район                                         | 29 червня 2023, район с. Мала Токмачка, Запорізька область                                                          |
|      | Польний Тарас Вікторович             | 27 грудня 1989                                                                            | 30 червня 2023, Донецька область                                                                                    |
|      | Кіняк Олександр Павлович             |                                                                                           | |
|      | Вардецький Роман Григорович          | 23 червня 1981                                                                            | червень 2023 |
|      | Гаврилюк В'ячеслав Іванович          | 2 грудня 1971, с. Вікно, Чортківський район                                               | червень 2023, Луганська область                                                                                     |
|      | Левчук Юрій Васильович               | 1988, с. Сураж, Кременецький район                                                        | червень 2023, Запорізька область                                                                                    |
|      | Миколів Микола Іванович              | 18 квітня 1988, с. Соснів, Чортківський район                                             | червень 2023, Бахмутський напрямок, Донецька область                                                                |
|      | Куба Віктор Володимирович            | 1 травня 1992, с. Кошилівці, Чортківський район                                           | червень 2023, біля н.п. Залізне, Донецька область                                                                   |
|      | Бондарський Ігор Георгійович         | 1973, м. Кременець, Кременецький район                                                    | червень 2023, Донецька область                                                                                      |
|      | Струмінський Леонід Романович        | 1992, м. Кременець, Кременецький район                                                    | червень 2023, Запорізька область                                                                                    |
|      | Бережний Юрій Вікторович             | 1983, с. Кушлин, Кременецький район                                                       | червень 2023, Запорізька область                                                                                    |
|      | Похонський Борис Володимирович       | 6 серпня 2000, с. Гутисько, Тернопільський район                                          | червень 2023 |
|      | Будас Богдан Романович               | 30 травня 1999, с. Оприлівці, Тернопільський район                                        | 30 червня 2023, район с. Роздолівка, Донецька область                                                               |
|      | Лаб'як Віктор Мирославович           | 10 травня 1975                                                                            | 30 червня 2023, Донецька область                                                                                    |
|      | Пелипів Володимир Ярославович        | 10 березня 1981, смт Підволочиськ, Тернопільський район                                   | 30 червня 2023, Донецька область                                                                                    |
|      | Вислоцький Олег Анатолійович         | 1 вересня 1976, м. Монастириська, Чортківський район                                      | 1 липня 2023, район с. Невське, Луганська область                                                                   |
|      | Лавренюк Віталій Михайлович          | 1974, с. Стрілківці, Чортківський район                                                   | 1 липня 2023, район с. Зелене Поле, Донецька область                                                                |
|      | Олекшій Андрій Михайлович            | 4 грудня 1982                                                                             | 1 липня 2023, Донецька область                                                                                      |
|      | Яворський Володимир Борисович        | 1 березня 1982                                                                            | 3 липня 2023, Луганська область                                                                                     |
|      | Довбенько Олександр Борисович        | 26 квітня 1998, с. Білий Потік, Чортківський район                                        | 4 липня 2023, район с. Приютне, Запорізька область                                                                  |
|      | Тленюк Богдан                        | 19 лютого 1986, с. Стриївка, Тернопільський район                                         | 4 липня 2023, район с. Водяне, Донецька область                                                                     |
|      | Галка Степан                         | с. Чехів, Чортківський район                                                              | 5 липня 2023, район с. Невське Гродівка, Донецька область                                                           |
|      | Яцишин Богдан Ігорович               | 9 серпня 1994, с. Іванків, Чортківський район                                             | 5 липня 2023, район с. Кліщіївка, Донецька область                                                                  |
|      | Чайківський Анатолій Миколайович     | 3 лютого 1980, с. Вишнівчик, Тернопільський район                                         | 6 липня 2023, Бахмутський напрямок, Донецька область                                                                |
|      | Прокопович Олег Андрійович           | 7 жовтня 1981, с. Яцківці, Тернопільський район                                           | 6 липня 2023, район с. Кліщіївка, Донецька область                                                                  |
|      | Павельчак Валентин Вікторович        | 1994, смт Скала-Подільська, Чортківський район                                            | 7 липня 2023, район с. Григорівка, Донецька область                                                                 |
|      | Кучмай Василь Васильович             | 21 вересня 1987, смт Залізці, Тернопільський район                                        | 8 липня 2023, район с. Мала Токмачка, Запорізька область                                                            |
|      | Дробоцький Володимир Миколайович     | 6 лютого 1982, с. Мишківці, Кременецький район                                            | 9 липня 2023, біля с. Кліщіївка, Донецька область                                                                   |
|      | Гнетило Віталій Юрійович             | Тернопільський район                                                                      | липень 2023 |
|      | Ваврик Володимир Борисович           | 30 березня 1987, с. Волосівка, Тернопільський район                                       | липень 2023 |
|      | Ярмолюк Олег Володимирович           | 1982, с. Залісці, Кременецький район                                                      | 10 липня 2023, район с. Дiбpoвa, Донецька область                                                                   |
|      | Гладкий Михайло Ярославович          | 5 серпня 1990                                                                             | 10 липня 2023, Донецька область                                                                                     |
|      | Омельчук Олег Кузьмич                | 1977, с. Літовище, Кременецький район                                                     | 11 липня 2023, район с. Роботине, Запорізька область                                                                |
|      | Джус Остап Ярославович               | 8 травня 1980                                                                             | 12 липня 2023, с. Костянтинівка, Донецька область                                                                   |
|      | Токарський Андрій Зіновійович        | 1 вересня 1981, с. Малі Бірки, Чортківський район                                         | 14 липня 2023, Бахмутський напрямок, Донецька область                                                               |
|      | Рольський Андрій Володимирович       | 14 жовтня 2001, с. Кретівці, Тернопільський район                                         | 14 липня 2023, район с. Кліщіївка, Донецька область                                                                 |
|      | Антонюк Юрій                         | 1980, с. Смолянка, Тернопільський район                                                   | 14 липня 2023, район с. Кліщіївка, Донецька область                                                                 |
|      | Курніцький Василь                    | 29 вересня 1976, м. Копичинці, Чортківський район                                         | 14 липня 2023, район с. Старомайорське, Донецька область                                                            |
|      | Созанський Іван Михайлович           | 1980, с. Саранчуки, Тернопільський район                                                  | 14 липня 2023, Бахмутський напрямок, Донецька область                                                               |
|      | Іванець Андрій Вікторович            | (1989, с. Грибова, Кременецький район                                                     | 14 липня 2023, район с. Григорівка, Донецька область                                                                |
|      | Костин Ярослав Іванович              | 1991, Тернопільський район                                                                | липень 2023, Донецька область                                                                                       |
|      | Орлінський Олег Станіславович        | 15 травня 1971, с. Воля, Тернопільський район                                             | 15 липня 2023, с. Діброва, Луганська область                                                                        |
|      | Липка Віталій Миколайович            | с. Свидова, Чортківський район                                                            | 15 липня 2023 |
|      | Глова Петро Миколайович              | 1974, с. Града, Кременецький район                                                        | 15 липня 2023, Луганська область                                                                                    |
|      | Романишин Володимир                  | 25 листопада 1984, с. Божиків, Тернопільський район                                       | 15 липня 2023, Бахмутський район, Донецька область                                                                  |
|      | Лабанда Мирослав                     | с. Слобідка, Чортківський район                                                           | 16 липня 2023 |
|      | Матіяш Ярослав Володимирович         | 22 січня 1980, смт Велика Березовиця, Тернопільський район                                | 16 липня 2023, Донецька область                                                                                     |
|      | Гупало Петро Васильович              | 15 липня 1977, с. Заруддя, Тернопільський район                                           | 17 липня 2023, в районі с. Берестове, Донецька область                                                              |
|      | Волиняк Андрій Ярославович           | 5 жовтня 1984                                                                             | 17 липня 2023, Донецька область                                                                                     |
|      | Кріса Юрій Васильович                | 28 серпня 1985, с. Дичків, Тернопільська область                                          | 19 липня 2023, район с. Лиман Перший, Харківська область                                                            |
|      | Опалько Тарас Юрійович               | 25 вересня 1997, с. Борщівка, Кременецький район                                          | липень 2023, район с. Дружба, Донецька область                                                                      |
|      | Бойко Анатолій Васильович            | 28 травня 1987, с. Гончарівка, Чортківський район                                         | 22 липня 2023, біля с. Григорівка, Донецька область                                                                 |
|      | Процанін Андрій Кирилович            | 29 квітня 1970, м. Копичинці, Чортківський район                                          | 22 липня 2023, біля с. Григорівка, Донецька область                                                                 |
|      | Петров Дмитро Валерійович            | 16 березня 1975                                                                           | 23 липня 2023, Запорізька область                                                                                   |
|      | Яруш Олег                            | 1977, Тернопільський район                                                                | липень 2023 |
|      | Козира Роман Вікторович              | 1981, м. Кременець, Кременецький район                                                    | липень 2023, Запорізька область                                                                                     |
|      | Ковальчук Сергій Анатолійович        | 1987, с. Івачів Долішній, Тернопільський район                                            | липень 2023, Донецька область                                                                                       |
|      | Ткач Андpій Романович                | 24 липня 1985, с. Лaдичин, Тернопільський район                                           | 2023 |
|      | Летняк Юрій Богданович               | смт Великі Бірки, Тернопільський район                                                    | 25 липня 2023 |
|      | Табас Андрій Тарасович               | 1978, с. Золотники, Тернопільський район                                                  | липень 2023, Донецька область                                                                                       |
|      | Мердак Богдан Михайлович             | 1982, с. Волиця, Тернопільський район                                                     | липень 2023, Запорізька область                                                                                     |
|      | Кальчук Валерій Ігорович             | 1993, с. Рибча, Кременецький район                                                        | липень 2023, Запорізька область                                                                                     |
|      | Фурла Юрій Михайлович                | 7 березня 1982                                                                            | 25 липня 2023, Луганська область                                                                                    |
|      | Клим Олег Миколайович                | 22 червня 1968                                                                            | 25 липня 2023, Бaхмутcький нaпpямок, Донецька область                                                               |
|      | Шевчук Богдан Тарасович              | 10 жовтня 1994, м. Тернопіль                                                              | 26 липня 2023, Сєвєродонецький район, Луганська область                                                             |
|      | Перегінець Андрій Михайлович         | с. Носів, Тернопільський район                                                            | липень 2023 |
|      | Чипчук Олег Ігорович                 | 15 листопада 1985, с. Конюхи, Тернопільський район                                        | 27 липня 2023, район н. п. Вербове, Запорізька область                                                              |
|      | Баранецький Юрій Анатолійович        | 1979, смт Підволочиськ, Тернопільський район                                              | 2023, Запорізька область                                                                                            |
|      | Кміцикевич Олег Романович            | 8 травня 1978, Тернопільський район                                                       | 26 липня 2023 |
|      | Ничик Олексій Олександрович          | 19 лютого 1981                                                                            | 31 липня 2023, Сумська область                                                                                      |
|      | Шубалий Ігор Михайлович              | 1977, с. Дмухівці, Тернопільський район                                                   | 1 серпня 2023, біля с. Твердохлібове, Луганська область                                                             |
|      | Ференц Ігор Володимирович            | с. Дунів, Чортківський район                                                              | серпень 2023 |
|      | Ципляк Ярослав                       |                                                                                           | серпень 2023, Запорізька область                                                                                    |
|      | Поврознік Андрій Олегович            | 1994, с. Вищі Луб'янки, Тернопільський район                                              | 2023, Харківська область                                                                                            |
|      | Даньків Віктор Богданович            | 31 серпня 1980, с. Надорожнів, Тернопільський район                                       | 2 серпня 2023, Запорізька область                                                                                   |
|      | Сеньків Владислав Олегович           | 2003, м. Борщів, Чортківський район                                                       | 3 серпня 2023 |
|      | Пусь Володимир                       | 27 липня 1976, с. Шельпаки, Тернопільський район                                          | 4 серпня 2023 |
|      | Якубовський Віктор Семенович         | 13 березня 1966, с. Грибова, Кременецький район                                           | 5 серпня 2023 |
|      | Данилюк Олександр Олександрович      | 15 жовтня 1992                                                                            | 6 серпня 2023, Донецька область                                                                                     |
|      | Петльований Андрій Миколайович       | 10 грудня 1993                                                                            | 6 серпня 2023, Донецька область                                                                                     |
|      | Демедюк Леонід Іванович              | 21 квітня 1976, с. Плоске, Тернопільський район                                           | серпень 2023, Луганська область                                                                                     |
|      | Прудивус Любомир Васильович          | 1983, с. Залісся, Чортківський район                                                      | 6 серпня 2023 |
|      | Решетнюк Андрій Миколайович          | 1981, Луганська область                                                                   | 7 серпня 2023, смт Підволочиськ, Тернопільський район                                                               |
|      | Афанасьєв Олександр Сергійович       | 23 вересня 1987, с. Івачів, Тернопільський район                                          | 9 серпня 2023, район н. п. Кліщіївка, Бахмутський район, Донецька область                                           |
|      | Мурміль Микола Петрович              | 25 листопада 1992                                                                         | 4 серпня 2023, н. п. Сватове, Луганська область                                                                     |
|      | Пастеркевич Олександр                | Чортківський район                                                                        | серпень 2023 |
|      | Місюра Олександр Юрійович            | 25 червня 1998, м. Тернопіль                                                              | 12 серпня 2023, Донецька область                                                                                    |
|      | Горевич Микола Вікторович            | 22 травня 1994, м. Почаїв, Кременецький район                                             | 13 серпня 2023, район н. п. Іванівське, Бахмутський район, Донецька область                                         |
|      | Михновський Володимир Ігорович       | 29 жовтня 1983, с. Варваринці, Тернопільський район                                       | 14 серпня 2023, Запорізька область                                                                                  |
|      | Ярмощук Сергій Петрович              | 1989, с. Білокриниця, Кременецький район                                                  | серпень 2023, Запорізька область                                                                                    |
|      | Люзний Любомир Ярославович           | 13.06.1984, м. Борщів, Чортківський район                                                 | |
|      | Міщук Тарас Зіновійович              | 24 липня 1985, с. Петриків, Тернопільський район                                          | серпень 2023 |
|      | Чигура Андрій Ігорович               | с. Теклівка, Чортківський район                                                           | серпень 2023, район н. п. Роботине, Запорізька область                                                              |
|      | Квасний Степан Тарасович             | 1978, с. Дзвинячка, Чортківський район                                                    | 21 серпня 2023 |
|      | Карпюк Андрій Петрович               | 2 березня 1988, Тернопільський район                                                      | 17 серпня 2023, Донецька область                                                                                    |
|      | Перешлюга Микола Васильович          | 22 серпня 1994, с. Оленівка, Чортківський район                                           | 13 серпня 2023, район н. п. Шуми, Донецька область                                                                  |
|      | Дейнека Тарас Миколайович            | с. Малашівці, Тернопільський район                                                        | 15 серпня 2023, Харківська область                                                                                  |
|      | Романюк Тарас                        | 2001, с. Іванівка, Тернопільський район                                                   | 20 серпня 2023 |
|      | Кватюра Роман Ярославович            | 3 січня 2003, с. Хомівка, Тернопільський район                                            | 21 серпня 2023, район м. Бахмут, Донецька область                                                                   |
|      | Поглод Микола Іванович               | 22 травня 1992, с. Котів, Тернопільський район                                            | 21 серпня 2023 |
|      | Гичко Микола Володимирович           | 18 грудня 1984, с. Потутори, Тернопільський район                                         | 22 серпня 2023, Запорізька область                                                                                  |
|      | Микуляк Ігор Еммануїлович            | 28 квітня 1965, с. Броварі, Чортківський район                                            | 23 серпня 2023, Охтирський район, Сумська область                                                                   |
|      | Пушкін Юрій Георгійович              | 1969, м. Теребовля, Тернопільський район                                                  | 24 серпня 2023, н. п. Лиман, Донецька область                                                                       |
|      | Бойко Олег Андрійович                | 29 березня 1999, Шманьківчики, Чортківський район                                         | 24 серпня 2023, район н. п. Вербове Запорізької області                                                             |
|      | Шевченко Іван Григорович             | 1981, смт Підволочиськ, Тернопільський район                                              | 25 серпня 2023, Луганська область                                                                                   |
|      | Шпуняр Роман Євгенович               | 20 квітня 1995, с. Сороки, Чортківський район                                             | 24 серпня 2023, район н. п. Берестове, Донецька область                                                             |
|      | Адамчук Назарій Миколайович          | 6 грудня 1981, м. Бережани, Тернопільський район                                          | 21 серпня 2023 |
|      | Стасюк Артур Васильович              | с. Іванківці, Чортківський район                                                          | 23 серпня 2023, район н. п. Водяне, Донецька область                                                                |
|      | Братковський Ігор Михайлович         | 17 січня 1979, с. Підгора, Тернопільський район                                           | 24 серпня 2023, н. п. Роботине, Запорізька область                                                                  |
|      | Сімора Василь Анатолійович           | 1979, с. Весела, Кременецький район                                                       | серпень 2023, Запорізька область                                                                                    |
|      | Демченко Максим Васильович           | 9 вересня 1979, м. Тернопіль                                                              | серпень 2023 |
|      | Фецич Степан Володимирович           | 12 серпня 2000, с. Возилів, Чортківський район                                            | 26 серпня 2023, район н. п. Кремінна, Луганська область                                                             |
|      | Захарків Олег Віталійович            | 19 червня 2002, м. Тернопіль                                                              | 27 серпня 2023, Запорізька область                                                                                  |
|      | Карпосюк Роман                       | м. Чортків, Чортківський район                                                            | 28 серпня 2023, район н. п. Дорожнє                                                                                 |
|      | Гуцалюк Володимир                    | 9 липня 1975, м.Теребовля, Тернопільський район                                           | 31 серпня 2023 |
|      | Казюк Євгеній                        | 24 вересня 1989, с. Нирків, Чортківський район                                            | 31 серпня 2023, район н. п. Перший Лиман, Харківська область                                                        |
|      | Пастернак Іван Григорович            | 5 червня 1974, с. Кальне, Тернопільський район                                            | 31 серпня 2023, район н. п. Райгородка, Луганська область                                                           |
|      | Цебринський Святослав Романович      | 16 травня 1992, смт Велика Березовиця, Тернопільський район                               | 31 серпня 2023, Запорізька область                                                                                  |
|      | Козак Сергій Андрійович              | 15 липня 1969                                                                             | 1 вересня 2023, Донецька область                                                                                    |
|      | Булат Микола Михайлович              | 24 листопада 1979, с. Нараїв, Тернопільський район                                        | 2 вересня 2023 |
|      | Яцков Роман Степанович               | 19 січня 1991, с. Якимівці, Кременецький район                                            | 4 вересня 2023 |
|      | Ратушняк Петро Адамович              | 28 червня 1979, с. Мухавка, Чортківський район                                            | 4 вересня 2023, район н. п. Новопіль, Донецька область                                                              |
|      | Зливко Юрій Дмитрович                | 20 червня 1972                                                                            | 6 вересня 2023 |
|      | Дидик Руслан Ігорович                | 7 листопада 1986                                                                          | 6 вересня 2023, Донецька область                                                                                    |
|      | Прус Ігор Степанович                 | 28 жовтня 1982                                                                            | 12 вересня 2023 |
|      | Мазур Тарас Юрійович                 | 21 липня 1983                                                                             | 14 вересня 2022, Херсонська область                                                                                 |
|      | Заболотний Роман                     | м. Скалат, Тернопільський район                                                           | вересень 2023 |
|      | Макух Василь                         | 1983, с. Чернихівці, Тернопільський район                                                 | 16 вересня 2023, район н. п. Предтечине, Донецька область                                                           |
|      | Гринівецький Юрій                    | с. Стриївка, Тернопільський район                                                         | 19 вересня 2023, район н. п. Курахове, Донецька область                                                             |
|      | Цепенда Володимир Михайлович         | 1967, м. Чортків, Чортківський район                                                      | 18 вересня 2023, Сумська область                                                                                    |
|      | Омелюта Іван Іванович                | 23 жовтня 1974, с. Тростянець, Тернопільський район                                       | 13 вересня 2023, район н. п. Берестове, Тернопільська область                                                       |
|      | Лещук Тарас Степанович               | 1984, с. Рай, Тернопільський район                                                        | 13 вересня 2023, район н. п. Вербове, Запорізька область                                                            |
|      | Жмуд Володимир Романович             | 21 червня 1978                                                                            | 21 вересня 2023, Донецька область                                                                                   |
|      | Кочан Олег Васильович                | 15 жовтня 1988                                                                            | 25 вересня 2023, Донецька область                                                                                   |
|      | Сеник Ярослав Федорович              | 1980, м. Бережани, Тернопільський район                                                   | 26 вересня 2023, район н. п. Берестове, Донецька область                                                            |
|      | Бойко Михайло Богданович             | 10 березня 1972, с. Літятин, Тернопільський район                                         | 26 вересня 2023 |
|      | Виклюк Володимир                     | с. Дзвиняч, Чортківський район                                                            | вересень 2023 |
|      | Савко Андрій Васильович              | 14 грудня 2001, с. Панасівка, Тернопільський район                                        | вересень 2023, Бахмутський напрямок, Донецька область                                                               |
|      | Марковцій Олександр Михайлович       | (2001, с. Угорськ, Кременецький район                                                     | 28 вересня 2023, Донецька область                                                                                   |
|      | Червоноокий Артем Олександрович      | 1990, смт Скала-Подільська, Чортківський район                                            | 30 вересня 2023 |
|      | Пчола Олександр Іванович             | 19 квітня 1985, с. Нападівка, Кременецький район                                          | 1 жовтня 2023 |
|      | Ратновський Костянтин Миколайович    | 3 квітня 1981                                                                             | 7 жовтня 2023, Харківська область                                                                                   |
|      | Тарасюк Роман Федорович              | 1983, м. Кременець, Кременецький район                                                    | жовтень 2023, Запорізька область                                                                                    |
|      | Трембач Віталій                      | 1999, м. Збараж, Тернопільський район                                                     | 3 жовтня 2023, район м. Бахмут, Донецька область                                                                    |
|      | Галат Тарас Русланович               | 29 червня 1995                                                                            | 10 жовтня 2023, Херсонська область                                                                                  |
|      | Бойко Андрій Йосипович               | 5 квітня 1979, с. Петриків, Тернопільський район                                          | 9 червня 2023, район н. п. Мала Токмачка, Запорізька область                                                        |
|      | Рац Олександр Олександрович          | 1976, с. Великий Кунинець, Кременецький район                                             | жовтень 2023, Запорізька область                                                                                    |
|      | Карпець Іван Сергійович              | 1995, м. Кременець, Кременецький район                                                    | жовтень 2023, Донецька область                                                                                      |
|      | Венгер Віталій Олегович              | 26 вересня 1972                                                                           | 8 жовтня 2023, Запорізька область                                                                                   |
|      | Голуб Сергій Леонідович              | 1988, с. Старий Кокорів, Кременецький район                                               | жовтень 2023 |
|      | Якубовський Віталій Анатолійович     | 1985, с. Білокриниця, Кременецький район                                                  | жовтень 2023 |
|      | Дубчак Богдан Іванович               | 1973, м. Кременець, Кременецький район                                                    | жовтень 2023, Запорізька область                                                                                    |
|      | Сенчак Ігор Романович                | 21 грудня 1974, с. Підгайчики, Тернопільський район                                       | 10 жовтня 2023, район н. п. Гуляйпільське, Запорізька область                                                       |
|      | Демків Ярослав Романович             | 23 березня 1978, смт Козова, Тернопільський район                                         | 11 жовтня 2023, район н. п. Копані, Запорізька область                                                              |
|      | Вовчук Михайло Олексійович           | 16 листопада 1984, м. Тернопіль                                                           | 12 жовтня 2023, Донецька область                                                                                    |
|      | Сухий Іван Михайлович                | 1975, с. Михайлівка, Чортківський район                                                   | 12 жовтня 2023 |
|      | Гулей Іван Васильович                | 1981, м. Заліщики, Чортківський район                                                     | 13 жовтня 2022, район н. п. Першотравневе, Харківська область                                                       |
|      | Поляк Сергій Йосипович               | 1987, с. Великі Млинівці, Кременецький район                                              | жовтня 2023, Запорізька область                                                                                     |
|      | Бендера Володимир Володимирович      | 1983, с. Кам'янки, Тернопільський район                                                   | жовтень 2023, Донецька область                                                                                      |
|      | Черняк Іван Віталійович              | 2000, с. Богданівка, Кременецький район                                                   | жовтень 2023, Запорізька область                                                                                    |
|      | Осовський Мар'ян Іванович            | 28 серпня 1995, с. Струсів, Тернопільський район                                          | 17 жовтня 2023, Донецька область                                                                                    |
|      | Гончар Михайло Васильович            | 8 квітня 1972 м. Бережани, Тернопільський район                                           | 19 жовтня 2023 |
|      | Олійник Віталій Володимирович        | м. Тернопіль                                                                              | 17 жовтня 2023, Харківська область                                                                                  |
|      | Яремчук Андрій Олександрович         | с. Якимівці, Кременецький район                                                           | жовтень 2023 |
|      | Андрушків Назар                      | 20 серпня 1990, смт Козова,                                                               | 18 жовтня 2023, Донецька область                                                                                    |

### Проживали на Тернопільщині
| №  | Прізвище, ім'я, по-батькові      | Дата й місце народження                                                                                     | Дата й місце загибелі                                                         |
| -- | -------------------------------- | --- | ----------------------------------------------------------------------------- |
| 1  | Рокіцький Сергій Дмитрович       | 1981, с. Великі Мацевичі, Хмельницька область; проживав у м. Тернопіль.                                     | 24 липня 2014, м. Лисичанськ, Луганська область.                              |
| 2  | Громовий Денис Володимирович     | 27 січня 1987, с. Ємилівка, Кіровоградська область; проживав у Росохачі Чортківського району                | 26 серпня 2014, бої за Іловайськ, Донецька область.                           |
| 3  | Мельник В'ячеслав Олександрович  | 11 грудня 1988; с. Сєвєрний Усть-Янського району Якутії (РФ); проживав у с. Білокриниця, Кременецький район | 20 січня 2015, бої за аеропорт Донецька.                                      |
| 4  | Приймак Василь Ярославович       | 8 січня 1983; проживав у с. Оліїв Зборівського району                                                       | 23 травня 2015 під Луганськом, або під Красноармійськом, Донецька область.    |
| 5  | Богоносюк Василь Богданович      | 18 жовтня 1980, с. Раковець Івано-Франківського району; проживав у с. Васильків Чортківського району        | 20 лютого 2019, м. Мар'їнка, Донецька область.                                |
| 6  | Михайловський Олександр Павлович | 9 жовтня 1987, м. Гайсин Вінницької області; проживав у с. Забойки Тернопільського району                   | 14 березня 2022, м. Золоте, Луганська область.                                |
| 7  | Яремейчук Любомир Васильович     | 1976, с. Вербівці, Івано-Франківська область; проживав в м. Заліщиках                                       | 15 квітня 2022, Донецька область.                                             |
| 8  | Герасименко Сергій Володимирович | 12 березня 1990, Водяне, Дніпропетровська область; проживав в м. Теребовлі                                  | 19 квітня 2022, Донецька область.                                             |
| 9  | Писаревич Ігор Григорович        | 17 травня 1971, м. Червоноград, Львівська область                                                           | 28 квітня 2022, біля м. Рубіжного, Луганська область.                         |
| 10 | Степанюк Сергій Федорович        | 5 липня 1979, м. Луцьк, Волинська область; проживав на Кременеччині                                         | 10 травня 2022, біля с. Павлівка, Донецька область.                           |
| 11 | Саєцький Олександр Ігорович      | 27 березня 1993, Хмельницька область; проживав на Тернопільщині                                             | 13 травня 2022, біля с. Малинівка, Донецька область.                          |
| 12 | Кравчук В'ячеслав Васильович     | 18 серпня 1963, с. Адамівка, Хмельницька область; проживав на Тернопільщині                                 | 15 травня 2022, схід України).                                                |
| 13 | Паславський Василь Степанович    | проживав у Тернополі                                                                                        | 18 травня 2022, Харківська область.                                           |
| 14 | Яцковський Михайло Іванович      | 14 лютого 1978, Житомирська область; проживав у Тернопільському районі                                      | травень 2022, біля м. Золоте-1, Луганська область.                            |
| 15 | Власенко В'ячеслав Андрійович    | 9 травня 1990, с. Герасимівка, Сумська область; проживав у Збаразькій громаді                               | червень 2022.                                                                 |
| 16 | Симоненко Андрій Анатолійович    | 26 квітня 1978, с. Лосятин, Київська область; проживав у Тернополі                                          | 6 червня 2022, біля с. Ольгівське, Запорізька область.                        |
| 17 | Микулич Андрій Вікторович        | 23 грудня 1980, м. Харків                                                                                   | 9 липня 2022, Донецька область                                                |
| 18 | Самойлов Олексій Миколайович     | 1974, Запорізька область                                                                                    | 9 липня 2022, м. Часів Яр, Донецька область                                   |
| 19 | Грішаєв Юрій Володимирович       | 15 липня 1977, Херсонська область                                                                           | 9 липня 2022, Донецька область                                                |
| 20 | Єрмаков Олексій Леонідович       | 3 травня 1982, м. Орджинікідзе, Дніпропетровська область                                                    | 9 липня 2022, Донецька область                                                |
| 21 | Кравчук Вадим Янович             | 14 січня 1967, Хмельницька область                                                                          | 9 липня 2022, Донецька область                                                |
| 22 | Янковський Олексій Сергійович    | 15 грудня 1993, проживав на Зборівщині                                                                      | 24 липня 2022, Бахмач                                                         |
| 23 | Карпов Олексій Євгенійович       | 15 лютого 1988, м. Тупа, Росія                                                                              | 25 липня 2022, біля Білогірка, Херсонська область                             |
| 24 | Федьків Ярослав Іванович         | 30 березня 1997, с. Добринів, Івано-Франківська область                                                     | 3 серпня 2022, Донецька область                                               |
| 25 | Торогой Володимир Васильович     | 26 липня 1994, м. Чернівці; проживав у м. Тернополі                                                         | 5 серпня 2022, смт Велика Новосілка, Донецька область                         |
| 26 | Чумак Ігор Миколайович           | 13 червня 1971, Казахстан; проживав на Чортківщині                                                          | 8 серпня 2022, Донецька область                                               |
| 27 | Мирончук Віктор Павлович         | 29 вересня 1973, м. Рівне                                                                                   | 9 серпня 2022, Запорізька область                                             |
| 28 | Малявський Юрій Юрійович         | 5 липня 1994, смт Новий Яричів, Львівська область; проживав у с. Бурканів, Тернопільський район             | 12 серпня 2022, Донецька область                                              |
| 29 | Ратниченко Владислав Вікторович  | 22 жовтня 2002, Донецька область; проживав у Ланівцях                                                       | 11 серпня 2022                                                                |
| 30 | Марчук Сергій                    | с. Радошівка, Хмельницька область; проживав на Кременеччині                                                 | 19 серпня 2022, біля Катеринівки, Донецька область                            |
| 31 | Шараськін Артур Володимирович    | 30 жовтня 1985, с. Колки, Сарненський район, Рівненська область; проживав у м. Тернопіль                    | 5 вересня 2022                                                                |
| 32 | Антикуз Дмитро Володимирович     | 21 вересня 1996, Донецька область; проживав у смт Козова, Тернопільський район                              | вересень 2022, Херсонська область                                             |
| 33 | Карпюк Олексій Олександрович     | 5 вересня 1967, Вінницька область; проживав у м. Збараж, Тернопільський район                               | 3 жовтня 2022, в районі населеного пункту Сухий Ставок, Херсонська область    |
| 34 | Руденький Сергій Анатолійович    | 7 квітня 1984, с. Коськів, Хмельницька область; проживав у с. Залісці, Кременецький район                   | 3 жовтня 2022, Донецька область                                               |
| 35 | Муха Віталій Олегович            | 29 березня 2000, Сумська область; проживав на Тернопільщині                                                 | 31 жовтня 2022, м. Мар'їнка, Донецька область                                 |
| 36 | Ожоганич Юрій Іванович           | 25 січня 1972, с. Валява, Черкаська область; проживав на Кременеччині                                       | 20 листопада 2022                                                             |
| 37 | Філіпович Дмитро Вікторович      | 16 травня 1987, м. Новомиргород, Кіровоградська область; проживав у с. Біла, Чортківський район             | 4 грудня 2022, біля м. Червонопопівка, Луганська область                      |
| 38 | Федоров Андрій Сергійович        | 8 січня 1996, Луганська область; проживав на Тернопільщині                                                  | 2022, Харківська область                                                      |
| 39 | Бойко Сергій Васильович          | 5 липня 1983, м. Лазовськ (нині м. Синжерея), Молдова; проживав в Тернополі                                 | 27 листопада 2022, в районі с. Павлівка, Волноваський район, Донецька область |
| 40 | Зазірський Дмитро                | м. Київ; проживав у м. Заліщики, Чортківський район                                                         | 5 січня 2023, м. Бахмут, Донецька область                                     |
| 41 | Копотілов Сергій                 | Львівська область                                                                                           | 16 січня 2023, біля смт Красна Гора, Донецька область                         |
| 42 | Курдас Руслан В'ячеславович      | 14 лютого 1994, Запорізька область                                                                          | 27 січня 2023, біля м. Бахмут, Донецька область                               |
| 43 | Прокопчук Олександр Миколайович  | 12 березня 1996, с. Бережниця, Рівненська область                                                           | 11 лютого 2023, м. Бахмут, Дoнецька oбласть                                   |
| 44 | Савченко Артем Олександрович     | 27.04.1991, Дніпропетровська область                                                                        | 6 квітня 2023, м. Мар'їнка, Донецька область                                  |
| 45 | Фіцай Павло Миколайович          | 4 липня 1988, с. Олеша, Івано-Франківська область                                                           | червень 2023                                                                  |
| 46 | Чередник Олександр Віталійович   | 1981, с. Браїлівка, Харківська область                                                                      | 8 червня 2023, біля с. Мала Токмачка, Запорізька область                      |
| 47 | Дзебчук Дмитро Васильович        | 8 листопада 1993, с. Максимець, Івано-Франківська область                                                   | 30 червня 2023                                                                |
| 48 | Мушинський Микола Олегович       | 28 квітня 1993, с. Лозова, Хмельницька область                                                              | липень 2023, район с. Роботине, Запорізька область                            |
| 49 | Прокоф'єв Роман Валерійович      | 21 квітня 1997, Рівненська область                                                                          | 8 липня 2023, район с. Роботине, Запорізька область                           |
| 50 | Сенюк Богдан Олегович            | 15 березня 2001, Івано-Франківськ                                                                           | 6 серпня 2023, Херсонська область                                             |
| 51 | Грабар Ігор Анатолійович         | 1991, Запорізька область                                                                                    | серпень 2023, район н. п. Пречистівка, Волноваський район, Донецька область   |
| 52 | Цитович Анатолій Олександрович   | 1986, м. Харків                                                                                             | серпень 2023, Донецька область                                                |
| 53 | Махаринець Євгеній Вікторович    | 1972, Херсонська область                                                                                    | 15 серпня 2023                                                                |
| 54 | Єгоров Давид Артемович           | 13 березня 2001, Луганська область                                                                          | 29 серпня 2023, Запорізька область                                            |
| 55 | Навроцький Леонід Броніславович  | 1967, с. Воронівка, Хмельницька область                                                                     | 9 вересня 2023, район н. п. Рівнопілля, Запорізька область                    |
| 56 | Кадобний Олександр Богданович    | 31 травня 1976, м. Волочиськ, Хмельницька область                                                           | 5 вересня 2023, Харківська область                                            |
| 57 | Лі Сергій Георгійович            | 1964, Корея                                                                                                 | жовтня 2023, Запорізька область                                               |
| 58 | Молчанов Сергій Олексійович      | 18 липня 2002, Харківська область                                                                           | 11 жовтня 2023, Серебрянський ліс, Луганська область                          |

### Навчалися, працювали в Тернополі
| №  | Прізвище, ім'я, по-батькові      | Дата й місце народження | Дата й місце загибелі |
| -- | -------------------------------- | --- | --- |
| 1  | Стефурак Степан Степанович       | 4 серпня 1995, с. Топорівці, Івано-Франківська область                                                                                              | 22 вересня 2014, біля смт Піски під Донецьком. Навчався в Тернопільському національному технічному університеті імені Івана Пулюя на третьому курсі). |
| 2  | Юріна (Зеленюк) Ольга Миколаївна | 3 червня 1981, Звенигородка, Черкаська область | 2 січня 2018, шпиталь в Італії. Навчалась у Тернопільському місіонерському інституті.                                                                 |
| 3  | Дерусова Інна Миколаївна         | | 26 лютого 2022, поблизу м. Охтирка, Сумська область. Закінчила Тернопільський національний педагогічний університет імені Володимира Гнатюка.         |
| 4  | Яцух Сергій Васильович           | с. Святець, Хмельницька область | 16 березня 2022, біля м. Чернігів. Закінчив Тернопільський національний економічний університет.                                                      |
| 5  | Тришневський Богдан Миколайович  | 28 січня 1998, смт Чемерівці, Хмельницька область                                                                                                   | 21 березня 2022, Донецька область. Закінчив Західноукраїнський національний університет.                                                              |
| 6  | Тимофей Руслан Леонідович        | 2002 | 2022. Закінчив Тернопільський професійний коледж з посиленою військовою та фізичною підготовкою (2020).                                               |
| 7  | Огороднік Роман Валерійович      | | Випускник Західноукраїнського національного університету                                                                                              |
| 8  | Романцов Олександр Васильович    | 14 липня 1971, с. Гусятин, Хмельницька область; працював у Гусятинському коледжі ТНТУ                                                               | 6 листопада 2022, біля с. Роздолівка, Донецька область                                                                                                |
| 9  | Безкоровайний Віталій            | 24 січня 1994, с. Казавчин, Кіровоградщина; навчався в Тернопільському національному медичному університеті ім. І. Я. Горбачевського                | 28 лютого 2023, військовий шпиталь |
| 10 | Коновалов Сергій Олегович        | 2000, м. Одеса; навчався на історичному факультеті Тернопільського національного педагогічного університету ім. Володимира Гнатюка                  | 14 липня 2022, Херсонська область |
| 11 | Залуцький Павло Анатолійович     | м. Городок, Хмельницька область; навчався на історичному факультеті Тернопільського національного педагогічного університету ім. Володимира Гнатюка | березень 2023, Донецька область |
| 12 | Ковальчук Зоряна Степанівна      | м. Броди, Львівська область | 27 червня 2023, Луганська область |

### Служили в Тернополі
| № | Прізвище, ім'я, по-батькові      | Дата й місце народження | Дата й місце загибелі                                                   |
| - | -------------------------------- | --- | ----------------------------------------------------------------------- |
| 1 | Єлісєєв Ігор Миколайович         | 7 січня 1965, Пермський край, РРФСР; служив у Тернополі                                                                     | 5 червня 2015, смт Володарське (нині Нікольське), Донецька область      |
| 2 | Вовк Алла Юліанівна              | 16 лютого 1968, с. Виноградівка, Хмельницька область; санітарний інструктор 44-ї окремої артилерійської бригади (Тернопіль) | 18 листопада 2015, біля с. Гречишкине, Луганська область, унаслідок ДТП |
| 3 | Єгоренко Володимир Володимирович | боєць 44-ї окремої артилерійської бригади (Тернопіль)                                                                       | 29 березня 2017.                                                        |

### Померли за інших обставин
| №   | Прізвище, ім'я, по-батькові            | Дата й місце народження                                                                  | Дата, місце й причина смерті                                                           |
| --- | -------------------------------------- | ---------------------------------------------------------------------------------------- | -------------------------------------------------------------------------------------- |
| 1   | Флекей Зіновій Миколайович             | 1970, м. Тернопіль                                                                       | 3 жовтня 2014, Херсонська область.                                                     |
| 2   | Лаврик Станіслав Людвикович            | 14 серпня 1981, м. Заліщики, Чортківський район                                          | 20 жовтня 2014.                                                                        |
| 3   | Стукало Богдан Ярославович             | 11 грудня 1986, м. Кременець                                                             | 16 лютого 2015, у районі Дебальцевого Донецької області.                               |
| 4   | Гогусь Роман                           | 1969, с. Ладичин, Тернопільський район                                                   | 25 лютого 2015.                                                                        |
| 5   | Крук Володимир Анатолійович            | 1961, с. Пальчинці, Тернопільський район                                                 | 10 березня 2015.                                                                       |
| 6   | Приведа Петро Васильович               | 26 липня 1994, с. Залуччя, Чортківський район                                            | 30 листопада 2015 помер в реанімації.                                                  |
| 7   | Власюк Володимир Володимирович         | 12 вересня 1973, м. Тернопіль                                                            | 13 грудня 2015.                                                                        |
| 8   | Денисов Олександр Володимирович        | 22 грудня 1972, с. Золотники, Тернопільський район                                       | 14 січня 2016.                                                                         |
| 9   | Дерев'яник Руслан Петрович             | 26 серпня 1976, с. Нова Гута, Чортківський район                                         | 27 лютого 2016, після важкої операції в лікарні Івано-Франківська, не вийшовши з коми. |
| 10  | Диня Юрій Йосипович                    | 2 серпня 1973, м. Тернопіль                                                              | 11 березня 2016, в реабілітаційному центрі Більче-Золоте Чортківського району.         |
| 11  | Яцунда Ігор Ярославович                | , с. Метенів, Тернопільський район.                                                      | 19 березня 2016, в районі Сєвєродонецька, Луганська область.                           |
| 12  | Юречко Микола Васильович               | 18 грудня 1974, Застав'є (Тернопільський район), Тернопільський район                    | 9 травня 2016 раптово помер у Новомосковській районній лікарні.                        |
| 13  | Дякун Роман Богданович                 | 1985, Кобилля, Тернопільський район                                                      | Спробував перепливти річку й потонув.                                                  |
| 14  | Стасів Михайло Ярославович             | 21 листопада 1968, Гайворонка, Тернопільський район                                      | 1 квітня 2016 у м. Тернополі через раптову зупинку серця.                              |
| 15  | Качалуба Максим Романович              | 29 років, с. Романове Село, Тернопільський район                                         | 10 серпня 2016, набряк головного мозку.                                                |
| 16  | Гакало Володимир Володимирович         | 46 років, с. Решнівка, Тернопільський район                                              | 2016, м. Збараж, Тернопільський район.                                                 |
| 17  | Білінський Іван                        | 33 роки, мешкав у с. Митниця Тернопільського району                                      | 5 жовтня 2016, там само.                                                               |
| 18  | Гречка Василь                          | 21 січня 1987, с. Бабинці, Чортківський район                                            | 29 листопада 2016, там само.                                                           |
| 19  | Бойчук Василь Васильович               | 1959, м. Теребовля, Тернопільський район                                                 | 2017, там само.                                                                        |
| 20  | Мищишин Дмитро Володимирович           | 5 листопада 1984, с. Гиновичі, Тернопільський район                                      | 5 грудня 2016, біля с. Пшеничне Луганської області.                                    |
| 21  | Сидорчук Микола Вікторович             | 1993, с. Малі Вікнини, Тернопільський район                                              | 8 червня 2017.                                                                         |
| 22  | Цив'юк Михайло Володимирович           | 30 травня 1995, с. Михайлівка, Чортківський район                                        | 16 травня 2017 року від онкохвороби.                                                   |
| 23  | Ішутін Богдан Євгенович                | 11 жовтня 1998, м. Теребовля, Тернопільський район                                       | 22 травня 2017, смт Новоайдар, Луганська область.                                      |
| 24  | Федорчук Володимир Володимирович       | 1964, м. Підгайці, Тернопільський район                                                  | 20 червня 2017.                                                                        |
| 25  | Зенченко Федір                         | 1993, м. Скалат, Тернопільський район                                                    | 29 червня 2017 року у військовому госпіталі м. Вроцлав.                                |
| 26  | Кулик Ростислав                        | 1986, м. Чортків, Чортківський район                                                     | 26 вересня 2017.                                                                       |
| 27  | Левицький Андрій                       | с. Прошова, Тернопільський район                                                         | 10 липня 2017 року в результаті ДТП.                                                   |
| 28  | Дроздовський Михайло                   | 1957, м. Чортків, Чортківський район                                                     | 11 липня 2017.                                                                         |
| 29  | Стаюра Володимир Іванович              | 19 червня 1966, с. Буцнів, Тернопільський район                                          | 26 серпня 2017, внаслідок серцевого нападу.                                            |
| 30  | Шегера Тарас                           | 37 років, м. Київ; мешкав у с. Катеринівка Кременецького району                          | 2 вересня 2017, с. Цеценівка, Кременецький район.                                      |
| 31  | Кукіль Віталій                         | 15 березня 1983, м. Монастириська, Чортківський район                                    | 20 жовтня 2017.                                                                        |
| 32  | Марчак Віталій Андрійович              | 21 жовтня 1994, с. Качанівка, Тернопільський район                                       | 14 грудня 2017.                                                                        |
| 33  | Цирульніков Сергій                     | 28 років, мешканець с. Великі Млинівці Кременецького району                              | 6 жовтня 2017, ДТП.                                                                    |
| 34  | Пилип'юк Олександр Васильович          | 31 серпня 1974, с. Биківці, Кременецький район                                           | 2018, зупинка серця.                                                                   |
| 35  | Буртак Володимир Миколайович           | 25 березня 1967, с. Сущин, Тернопільський район                                          | 5 березня 2018, крововилив у мозок.                                                    |
| 36  | Кузнєцов Сергій                        | Тернопіль                                                                                | 12 березня 2018.                                                                       |
| 37  | Карпець Анатолій Фотійович             | 49 років, м. Заліщики, Чортківський район                                                | 16 квітня 2018, Тернопільська обласна університецька лікарня.                          |
| 38  | Мандзій Руслан                         | 54 роки, Великий Кунинець, Тернопільський район                                          | 5 червня 2018, с. Великий Кунинець.                                                    |
| 39  | Марчук Михайло Романович               | 1970, м. Ланівці, Кременецький район                                                     | 10 червня 2018, онкологічна хвороба.                                                   |
| 40  | Буряк Віталій Павлович                 | 11 листопада 1993, смт Скала-Подільська, Чортківський район                              | 14 липня 2018.                                                                         |
| 41  | Стойко Андрій Сергійович               | 5 липня 1991, м. Тернопіль                                                               | 22 липня 2018.                                                                         |
| 42  | Лучка Іван Богданович                  | 5 липня 1975, с. Переволока, Чортківський район                                          | 21 серпня 2018.                                                                        |
| 43  | Романюк Руслан Богданович              | 1977, с. Білозірка, Кременецький район                                                   | листопада 2018.                                                                        |
| 44  | Малявський Мар'ян                      | с. Золотники, Тернопільський район                                                       | 1 листопада 2018.                                                                      |
| 45  | Пічак Роман Михайлович                 | 12 травня 1975, с. Галущинці, Тернопільський район                                       | 2018.                                                                                  |
| 46  | Давитаиа Гоча Шалвович                 | 1975, с. Бариш, Чортківський район                                                       | 13 грудня 2018.                                                                        |
| 47  | Башаєв Михайло Віталійович             | 13 жовтня 1976, м. Зборів, Тернопільський район                                          | 8 січня 2019.                                                                          |
| 48  | Жолондек Володимир Мирославович        | 29 квітня 1972, Кобиловолоки, Тернопільський район                                       | 2019.                                                                                  |
| 49  | Цюх Олександр Васильович               | 1986, с. Татаринці, Кременецький район                                                   | 22 лютого 2019.                                                                        |
| 50  | Кидонь Віктор Іванович                 | 30 липня 1964, с. Вікторівка, Тернопільський район                                       | 1 липня 2019.                                                                          |
| 51  | Катушенок Олексій Андрійович           | 8 квітня 1988, м. Тернопіль                                                              | 28 липня 2019.                                                                         |
| 52  | Савчук Андрій                          | 25 років, м. Чортків, Чортківський район                                                 | 12 серпня 2019.                                                                        |
| 53  | Гузар Микола Іванович                  | 1972, м. Бучач, Чортківський район                                                       | серпень 2019.                                                                          |
| 54  | Мучинський Микола Михайлович           | 11 грудня 1993, с. Конюхи, Тернопільський район                                          | 27 вересня 2019.                                                                       |
| 55  | Слободюк Віктор                        | 52 роки, м. Ланівці, Кременецький район                                                  | 19 листопада 2019.                                                                     |
| 56  | Дікальчук Віталій Павлович             | 1975, с. Плиска, Кременецький район                                                      | 29 листопада 2019.                                                                     |
| 57  | Баліцький Володимир                    | 1996, с. Голгоча, Тернопільський район                                                   | 5 квітня 2020.                                                                         |
| 58  | Гайда Іван Михайлович                  | 7 грудня 1961, с. Бариш, Чортківський район                                              | 18 червня 2020.                                                                        |
| 59  | Муравський Микола Володимирович        | с. Озерна, Тернопільський район                                                          | 4 січня 2020.                                                                          |
| 60  | Куземський Руслан Ярославович          | 35 років, м. Тернопіль                                                                   | 5 січня 2020.                                                                          |
| 61  | Жуковський Микола Миколайович          | 58 років, Дорофіївка, Тернопільський район                                               | 19 січня 2020.                                                                         |
| 62  | Литвинець Олег Ярославович             | 1980, с. Скорики, Тернопільський район                                                   | 26 січня 2020.                                                                         |
| 63  | Рєзнік Ігор                            | с. Солоне, Чортківський район                                                            | 16 лютого 2020.                                                                        |
| 64  | Шіхмагомедов Гіясуддін Абдулмаксимович | 1960, уродженець Республіки Дагестан, мешканець с. Великі Чорнокінці, Чортківський район | 2 квітня 2020.                                                                         |
| 65  | Черемшук Володимир Маркович            | 1964, с. Кордишів, Кременецький район                                                    | 25 квітня 2020.                                                                        |
| 66  | Федорович Іван Богданович              | 39 років, Чортків, Чортківський район                                                    | 14 серпня 2020.                                                                        |
| 67  | Карпець Руслан                         | 10 лютого 1990, м. Кременець, Кременецький район                                         | 19 серпня 2020.                                                                        |
| 68  | Атаманчук Олег                         | Тернопільська область                                                                    | 31 серпня 2020.                                                                        |
| 69  | Бенца Олег Іванович                    | 26 січня 1982, Божиків, Тернопільський район                                             | 28 вересня 2020.                                                                       |
| 70  | Кунь Андрій                            | смт Гусятин, Чортківський район                                                          | 16 червня 2021.                                                                        |
| 71  | Липовий Роман Юрійович                 | 1971, с. Мирове, Кременецький район                                                      | 2021.                                                                                  |
| 72  | Пісний Василь Михайлович               | 2 січня 1963, с. Лопушани, Тернопільський район                                          | 28 січня 2021.                                                                         |
| 73  | Боринський Роман Ярославович           | 1968, с. Бедриківці, Чортківський район                                                  | 2021.                                                                                  |
| 74  | Педько Олег Олександрович              | 29 років, Заліщики, Чортківський район                                                   | 2021.                                                                                  |
| 75  | Буяк Ярослав Євгенович                 | 3 квітня 1964, м. Тернопіль                                                              | 30 серпня 2021.                                                                        |
| 76  | Філик Андрій Вікторович                | 14 червня 2003, с. Великий Кунинець, Кременецький район                                  | 18 березня 2022, м. Миколаїв.                                                          |
| 77  | Кікта Василь Іванович                  | с. Кальна, Кременецький район                                                            | 2022, зона бойових дій.                                                                |
| 78  | Гончаренко В'ячеслав Олександрович     | грудень 1989                                                                             | 17 травня 2022, смт Десна, Чернігівська область                                        |
| 79  | Струс Святослав Любомирович            | 10 квітня 2003, с. Дичків, Тернопільський район                                          | 27 травня 2022, м. Дніпро, Дніпропетровська область.                                   |
| 80  | Чубак Василь Іванович                  | 24 грудня 1967, с. Мушкатівка, Чортківський район                                        | 30 квітня 2022, м. Дніпро, Дніпропетровська область.                                   |
| 81  | Петровський Сергій Дмитрович           | 1 серпня 1985, с. Вишгородок, Кременецький район                                         | 20 червня 2022, вогнепальне поранення несумісне з життям.                              |
| 82  | Боднарчук Юрій Богданович              | 28 лютого 1976, с. Пилатківці, Чортківський район                                        | 1 липня 2022, Донецька область.                                                        |
| 83  | Наконечний Василь Максимович           | 25 січня 1964, с. Дружба, Рівненська область                                             | 2022                                                                                   |
| 84  | Пеприк Роман Олегович                  | 10 лютого 1992, м. Заліщики, Чортківський район                                          | 22 липня 2022, Дніпропетровська область                                                |
| 85  | Дичко Олександр Вікторович             | 1 квітня 1990                                                                            | 6 вересня 2022, одна із лікарень м. Кривого Рогу                                       |
| 86  | Жаловський Олексій Васильович          | 17 березня 1967, с. Шушківці, Кременецький район                                         | вересень 2022                                                                          |
| 87  | Дутчак Віталій Володимирович           | ?, с. Іване-Золоте, Чортківський район                                                   | жовтень 2022                                                                           |
| 88  | Крушельницький Микола Іванович         | 23 грудня 1996, с. Нова Могильниця, Тернопільський район                                 | 16 жовтня 2022, лікарня м. Кривий Ріг                                                  |
| 89  | Лось Олексій Володимирович             | 4 квітня 1977                                                                            | 18 жовтня 2022, одна із лікарень м. Запоріжжя                                          |
| 90  | Яросевич Микола Миколайович            | 24 квітня 1983, м. Кременець, Кременецький район                                         | 5 листопада 2022, шпиталь                                                              |
| 91  | Сампара Сергій Васильович              | 19 липня 1984, м. Тернопіль                                                              | 8 листопада 2022, госпіталь                                                            |
| 92  | Затворнюк Роман Михайлович             | 10 вересня 1999                                                                          | 9 листопада 2022, госпіталь                                                            |
| 93  | Луцик Юрій                             | 24 серпня 1995, с. Ренів, Тернопільський район                                           | листопад 2022, госпіталь                                                               |
| 94  | Антощук Тимофій Анатолійович           | 23 червня 1990, с. Шумбар, Кременецький район                                            | 27 листопада 2022, військовий шпиталь, м. Дніпро                                       |
| 95  | Підгірний Іван Іванович                | 31 жовтня 1972, смт Коропець, Чортківський район                                         | 28 листопада 2022, військовий шпиталь, м. Київ                                         |
| 96  | Касянчук Григорій Васильович           | 27 червня 1967                                                                           | грудень 2022, госпіталь                                                                |
| 97  | Мельничук Роман Ананійович             | 1974, с. Сураж, Кременецький район                                                       | 29 грудня 2022, госпіталь                                                              |
| 98  | Сухоруков Валерій Володимирович        | 1969,житель с. Сураж, Кременецький район                                                 | 29 січня 2023, лікарня м. Житомир                                                      |
| 99  | Теслюк Павло Петрович                  | 10 липня 1967, с. Сосулівка, Чортківський район                                          | 28 січня 2023, військовий шпиталь м. Дніпро                                            |
| 100 | Бігус Василь Іванович                  | 13 січня 1974, Ланівці, Кременецький район                                               | 17 лютого 2023, шпиталь, м. Дніпро                                                     |
| 101 | Сухецький Роман                        | с. Велеснів, Чортківський район                                                          | лютий 2023, військовий шпиталь, м. Київ                                                |
| 102 | Яцик Василь Степанович                 | 10 лютого 1986, с. Уритва, Тернопільський район                                          | 11 березня 2023, шпиталь                                                               |
| 103 | Кавчук Роман                           | 1985, с. Чорнокінецька Воля, Чортківський район                                          | 17 березня 2023, військовий шпиталь, м. Дніпро                                         |
| 104 | Бернадинюк Ігор Степанович             | 1990, м. Калуш, Івано-Франківська область                                                | 18 березня 2023, військовий шпиталь, м. Дніпро                                         |
| 105 | Сум Тарас Маркіянович                  | 29 лютого 1964, с. Малий Ходачків, Тернопільський район                                  | 7 квітня 2022, військовий шпиталь                                                      |
| 106 | Коропецький Василь Ярославович         | с. Дорогичівка, Чортківський район                                                       | 21 березня 2023, військовий шпиталь                                                    |
| 107 | Подстрігаєв Микола Володимирович       | 17 травня 1979, м. Чортків                                                               | 10 травня 2023, там само                                                               |
| 108 | Кантицький Володимир Миколайович       | 1993, с. Волиця, Кременецький район                                                      | 13 травня 2023, військовий шпиталь, м. Дніпро                                          |
| 109 | Гуменюк Олег Мирославович              | 1972, с. Заздрість, Тернопільський район                                                 | 24 травня 2023, шпиталь, м. Запоріжжя                                                  |
| 110 | Поліщук Анатолій Васильович            | 7 серпня 1983, м. Скалат, Тернопільський район                                           | 12 червня 2023, військовий шпиталь                                                     |
| 111 | Дзьоба Ігор Олександрович              | 13 квітня 1973, с. Кривчики, Кременецький район                                          | 15 червня 2023, військовий шпиталь, м. Київ                                            |
| 112 | Мазник Ярослав Євгенович               | 5 жовтня 1982, с. Жабинці, Чортківський район                                            | 15 червня 2023, військовий шпиталь                                                     |
| 113 | Старчевський Василь Іванович           | смт Мельниця-Подільська, Чортківський район                                              | 25 червня 2023, військовий шпиталь                                                     |
| 114 | Барна Андрій Володимирович             | 1979, с. Соборне, Тернопільський район                                                   | 26 липня 2023, військовий шпиталь, м. Дніпро                                           |
| 115 | Галоха Любомир Любомирович             | 1989, с. Кошляки, Тернопільський район                                                   | липень 2023, шпиталь, м. Харків                                                        |
| 116 | Девдюк Сергій Юрійович                 | 30 травня 1984, м. Бучач, Чортківський район                                             | 9 серпня 2023, шпиталь, м. Львів                                                       |
| 117 | Чурілов Олександр Володимирович        | 1992, с. Дорофіївка, Тернопільський район                                                | 11 серпня 2023, шпиталь, м. Запоріжжя                                                  |
| 118 | Лазарян Вадим Арсенович                | 1996, с. Білозірка, Кременецький район                                                   | 12 серпня 2023, лікарня, м. Запоріжжя)                                                 |
| 119 | Семанів Андрій Володимирович           | 17 грудня 1975, с. Струсів, Тернопільський район                                         | 15 серпня 2023, там само                                                               |
|     | Осиф Михайло Іванович                  | 14 листопада 1980, с. Дубенка, Чортківський район                                        | 18 серпня 2022                                                                         |
| 120 | Орел Руслан Григорович                 | 1973, с. Великі Чорнокінці, Чортківський район                                           | 21 серпня 2023, лікарня м. Дніпро                                                      |
| 121 | Калиній Петро Михайлович               | 7 червня 1976, с. Шумляни, Тернопільський район                                          | 15 вересня 2023, там само                                                              |
| 122 | Петров Вадим Васильович                | 1978, с. Залужжя, Кременецький район                                                     | вересень 2023                                                                          |
| 123 | Дручок Василь                          | 1975, с. Зарубинці, Тернопільський район                                                 | 23 вересня 2023, шпиталь, м. Збараж                                                    |
| 124 | Ратушняк Яків                          | 12 березня 1978, с. Шимківці, Тернопільський район                                       | 4 жовтня 2023, шпиталь, м. Харків                                                      |
| 125 | Рафальський Василь Станіславович       | 1982, с. Старий Почаїв, Кременецький район                                               | жовтень 2023, шпиталь                                                                  |
| 126 | Пайонк Володимир Юрійович              | 22 червня 1972, с. Вищі Луб'янки, Тернопільський район                                   | 10 жовтня 2023, шпиталь, м. Дніпро                                                     |
| 127 | Митрога Олег Петрович                  | смт Вишнівець, Кременецький район                                                        | 16 жовтня 2023, госпіталь                                                              |

### Поховані на Тернопільщині з інших регіонів
| № | Прізвище, ім'я, по-батькові | Дата й місце народження                      | Дата й місце загибелі                                                                                   |
| - | --------------------------- | -------------------------------------------- | --- |
| 1 | Коломієць Федір Федорович   | 9 квітня 1981, м. Алчевськ Луганська область | 5 вересня 2014, біля с. Весела Гора під Луганськом). Похований на Микулинецькому кладовищі в Тернополі. |